# Sighetu Marmației
Sighetu Marmației (colocvial Sighet; în maghiară Máramarossziget, colocvial Sziget, în traducere Insula; în germană Marmaroschsiget, în ucraineană Сигіт / Сигіт-Мармароський / Сігету-Мармацієй, în slovacă (Marmarošská) Sihoť) este un municipiu în județul Maramureș, Transilvania, România, format din localitățile componente Iapa, Lazu Baciului, Sighetu Marmației (reședința), Șugău, Valea Cufundoasă și Valea Hotarului. Localitatea are o populație de 37.640 locuitori (2011), fiind al doilea centru urban ca mărime și ca importanță al județului, după orașul-reședință Baia Mare.

## Date geografice
Situat la confluența râurilor Iza și Tisa, municipiul Sighet este considerat centrul cultural și economic al Maramureșului istoric. Până în 1919, acesta a fost reședința comitatului Maramureș, iar în perioada interbelică a fost reședința județului Maramureș (interbelic) și, totodată, reședința plășii Sighet.
Având o formă triunghiulară, Sighetul se învecinează la nord, prin granița de pe cursul râului Tisa, cu Ucraina, la nord-est cu comuna Bocicoiu Mare, la sud și vest cu comunele Rona de Jos, respectiv Vadu Izei, iar la vest cu comuna Sarasău. Spre sud-vest se află lanțul vulcanic al munților Gutâi.

## Etimologie
Numele orașului provine din cuvântul maghiar sziget, pronunțat identic în română, care înseamnă „insulă”; etimon datorat faptului că e încadrat de râurile Iza, Tisa și Ronișoara. 
Numele vechi al așezării apare scris ca Zygeth (1326), Dygnet, Zyget și Ziget (1334-1335), Zigets (1352), Sihota (1404), Szigeth (1681) și Szigethinum (1754), în funcție de limba de redactare documentelor.
Denumirea modernă a localității a fost consemnată în 1742 (Szigethi in Marmatia), 1758 (Szigeth in Marmatiis), 1857 (Máramarossziget), 1864 (Sighetu Marmației), 1902 (Sighetul Maramureșului) și 1920 (Sighetul Marmației).
Celălalt termen din numele orașului, Marmația, a fost consemnat pentru prima dată în 1494, de către Antonius Bonfini, ca Marmacia, nume atestat prima dată în 1199 ca Maramorisio și în 1231 ca Maramors. În secolele ulterioare acesta apare sub formele Marmatia (1544), Marmaticae (1569), Marmaciae (1627) și Marmatiae (1735). Forma dialectală veche este Marmadzău.

## Istorie

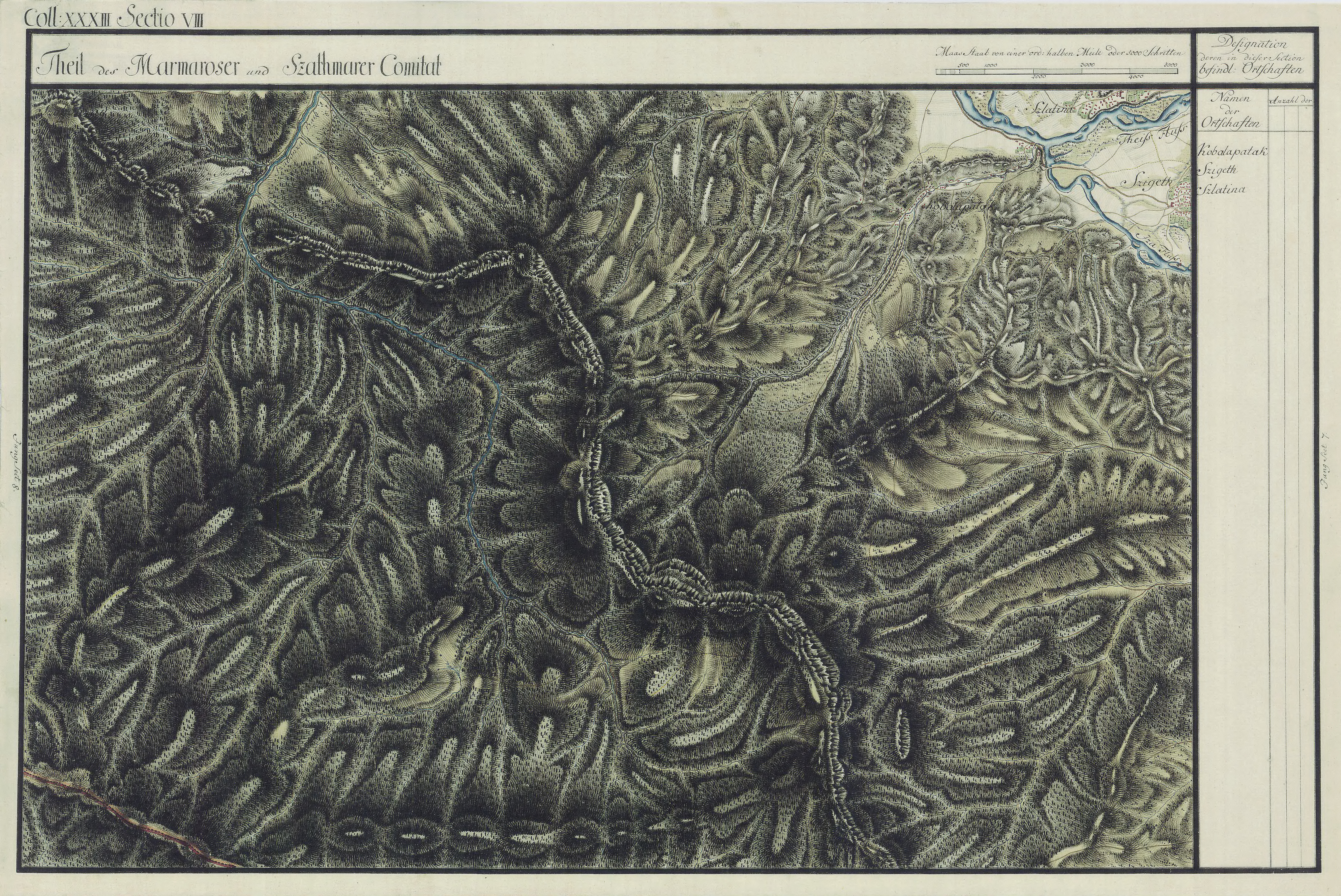
Sighetu Marmației în Harta Iosefină a Comitatului Maramureșului, 1782-85

- 1326 - prima atestare scrisă a localității Sighet[5][6]
- 1334 - un Benedict, paroh la Sighet, este menționat în listele papale
- 1346 - același Benedict, "rector eclesie de Zygeth"
- 1352 - (19 febr.) - privilegiile orășenești acordate în 1329 de către Carol Robert, rege maghiar, celor patru așezări de "oaspeți regali" din Maramureș (Visc, Hust, Teceu, Câmplung) se extind și asupra Sighetului, prin diploma dată de Ludovic I al Ungariei[6]
- 1385 - orașul Sighet apare ca reședință comitatensă de unde se emit documente
- 1397 - ... "villa noastra libera ... Zyget"... aparține familiei Drăgoșeștilor
- 1472 - regele Matia Corvinul întărește privilegiile orașului
- 1551 - Sighetul are dreptul de a ține târguri
- 1556 - biserica romano-catolică este preluată de reformați cu majoritatea credincioșilor, tot acum se întemeiează și școala confesională.

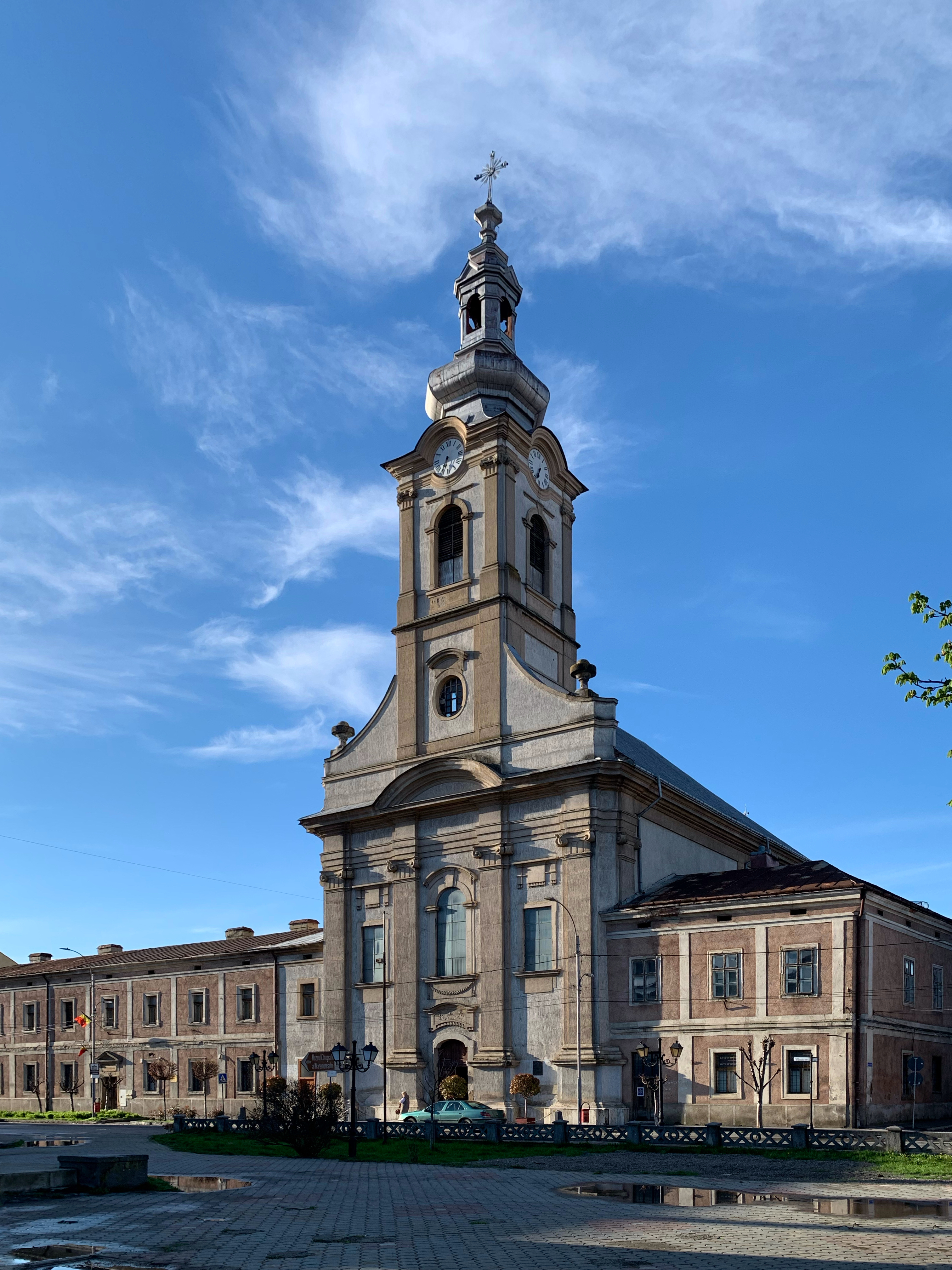
Biserica romano-catolică "Sfântul Carol Borromeo"

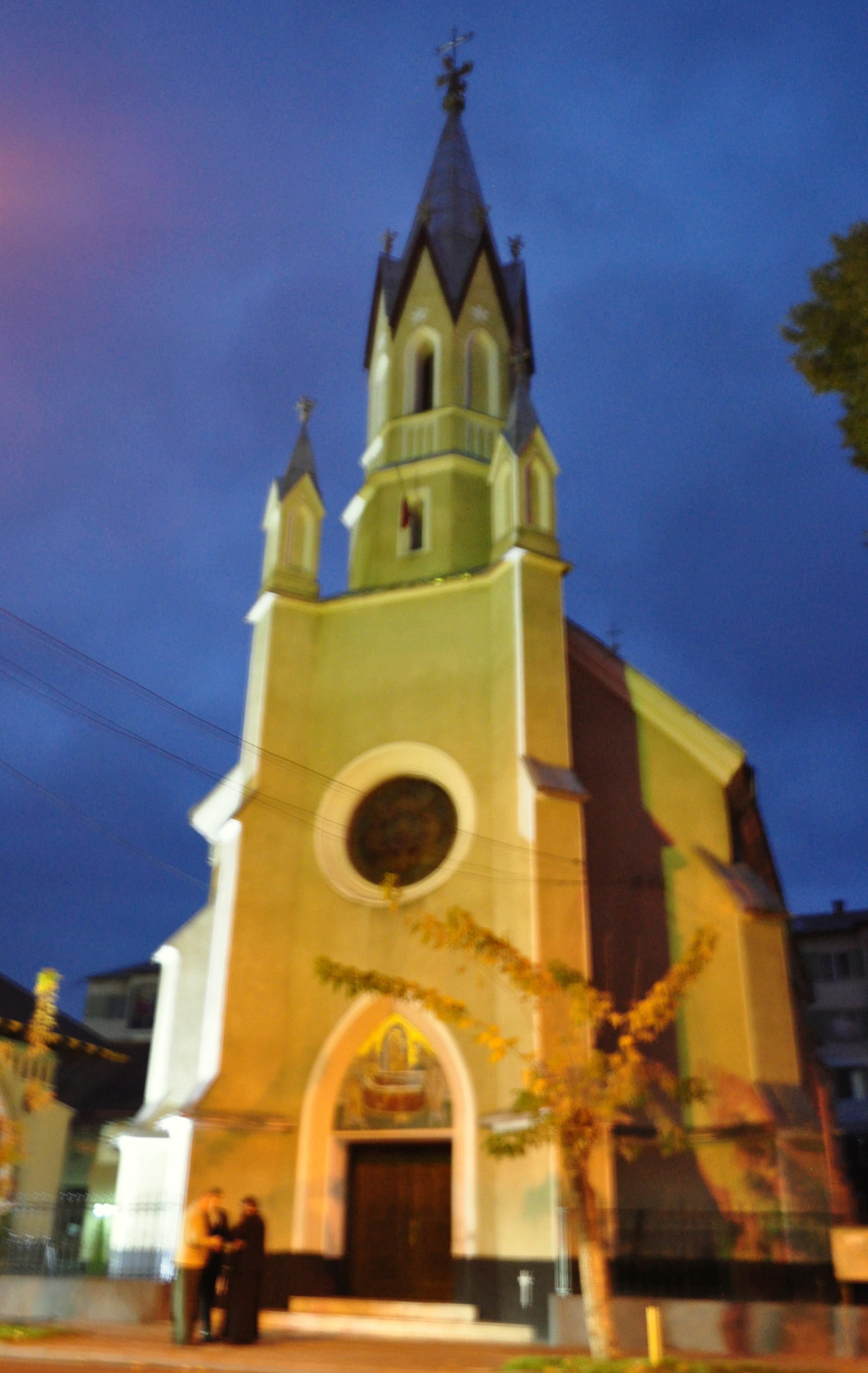
Biserica "Adormirea Maicii Domnului"

- 1659 - împăratul romano-german Leopold I acordă dreptul de stemă orașului (capul de bour-zimbru).
- 1700 - (16. febr.) Congregația comitatului decide ca școala să fie susținută din banii publici.
- 1706 - o statistică relevă existența a 14 bresle.
- 1717 - tătarii jefuiesc bogățiile sighetenilor ascunse în biserica reformată (la Borșa vor fi nimiciți).
- 1730 - ca o contrareformă târzie apar primii piariști, în frunte cu Crisostom, care vor pune bazele construirii bisericii romano-catolice cu hramul Carlo Borromeo și a școlii piariste, care era frecventată și de elevi români.
- 1773 - împăratul romano-german Iosif al II-lea vizitează orașul și face o mare danie pentru școală.
- 1775 - se inaugurează noua clădire a școlii piariste cu 188 elevi (actualul muzeu).
- 1786 - mare foamete.
- 1802 - începe construirea liceului reformat (actuala clădire a Liceului Pedagogic) care la 1836 prin contele romano-german Ioan Butter - devine "academie de drept" - în 1837 liceul avea secții de teologie, drept, filosofie, filologie etc. 1844 - deschiderea grădiniței de copii a orașului.
- 1816 - pe toate edificiile publice s-au afișat însemnele imperiale austriece: Vulturul cu două capete; limba oficială – germana; limba de cancelarie și în congregația comitatensă – latina.
- 1840 - recensământ – 5.908 locuitori.
- 1860 - 13 dec - înființarea asociațiunii pentru cultura poporului român din Maramureș.
- 1862 - își începe activitatea Preparandia română (Institutul de învățători, care va da peste 120 de învățători români).
- 1867 - 23 oct. – Societatea de lectură a românilor din Maramureș "Dragosiana".
- 1871 - se constituie parohia română unită a Sighetului, cu Mihail Pavel (viitor episcop) în funcția de paroh.[7]
- 1892 - 20 martie - Este sfințită Biserica "Adormirea Maicii Domnului", a românilor uniți.
- 1900 - Ioan Mihalyi de Apșa tipărește la Sighet volumul "Istoria Comitatului Maramureș – Diplome Maramureșene din sec. XIV-XV" – pentru care, și în general pentru munca sa, va primi premiul Academiei Române (1901).
- 1918 - 26 mai – se înființează Consiliul Național Român – Dr. Vasile Chindriș președinte, prof. I. Bilatiu Dăncuș secretar și Lt. Florentin Biltiu Dăncuș – șeful Gărzilor Naționale.
- 1918 - 7 dec., apare primul ziar românesc – "Sfântul".
- 1919 - jurisdicția reședinței se reduce la regiunea sudică a Maramureșului, partea nordică intrând în componența Cehoslovaciei.
- 1926 - cu ocazia Congresului Național al profesorilor de geografie din România care s-a ținut la Sighet se deschide Muzeul Etnografic organizat de G. Vornicu.
- 1928 - se naște Elie Wiesel, laureat al Premiul Nobel pentru Pace în 1986
- 1940 - prin dictatul de la Viena - Maramureșul se retrocedeză Ungariei horthyste. Tot acum apare Istoria Maramureșului de Alexandru Filipașcu.
- 1944 - evreii din zonă sunt internați în ghetouri și apoi duși în lagăre. Ulterior, din 15.500 de evrei deportați nu s-au mai întors decât circa 2.000, printre care și Elie Wiesel.
- 1945 - Maramureșul de Sud este încorporat în Ucraina Subcarpatică prin diversiunea organizată de Ion Odoviciuc. După scurt timp, prin acțiunea țăranilor din satele Maramureșului conduși de preoți și dascăli concertată pe plan diplomatic, Maramureșul reintră în granițele României.
- 1950 - este desființat județul Maramureș (interbelic), cu reședința la Sighet. Teritoriul este încorporat regiunii Baia Mare, sistem administrativ impus de ocupația sovietică.
- 1950 - la închisoarea din Sighet sunt întemnițați tinerii opozanți liceeni, miniștri, șefi de guvern, liderii partidelor istorice, generali, academicieni și oameni de cultură, episcopii bisericii greco-catolice, opozanți ai instalării comunismului în România.
- 2000-2012 - primarul municipiului a fost Eugenia Godja.
- 2007 - S-a deschis frontiera cu Ucraina, pentru prima dată permițându-se trecerea la vecini și comerțul cu produse între cele două țări.

Pe Dealul Cetății - Solovan, care veghează asupra orașului, există până în zilele noastre o cetate din perioada traco-dacică. Pe întreg teritoriul orașului au fost descoperite de-a lungul timpului vestigii arheologice din paleolitic, neolitic, epoca bronzului și epoca fierului, precum și o așezare din secolul XI-XII.

## Demografie
Componența etnică a municipiului Sighetu Marmației
     Români (71,11%)
     Maghiari (8,45%)
     Ucraineni (1,58%)
     Romi (1,31%)
     Alte etnii (0,28%)
     Necunoscută (17,26%)
Componența confesională a municipiului Sighetu Marmației
     Ortodocși (59,99%)
     Romano-catolici (8,75%)
     Greco-catolici (4,1%)
     Reformați (2,57%)
     Martori ai lui Iehova (2,02%)
     Penticostali (1,34%)
     Alte religii (3,06%)
     Necunoscută (18,18%)
Conform recensământului efectuat în 2021, populația municipiului Sighetu Marmației se ridică la 32.793 de locuitori, în scădere față de recensământul anterior din 2011, când fuseseră înregistrați 37.640 de locuitori. Majoritatea locuitorilor sunt români (71,11%), cu minorități de maghiari (8,45%), ucraineni (1,58%) și romi (1,31%), iar pentru 17,26% nu se cunoaște apartenența etnică. Din punct de vedere confesional, majoritatea locuitorilor sunt ortodocși (59,99%), cu minorități de romano-catolici (8,75%), greco-catolici (4,1%), reformați (2,57%), martori ai lui Iehova (2,02%) și penticostali (1,34%), iar pentru 18,18% nu se cunoaște apartenența confesională.

### Evoluție istorică
Conform recensământului austro-ungar din 1910, orașul avea 21.370 de locuitori, dintre care 9.561 (44,74%) maghiari, 7.981 (37,35%) evrei, 2.001 (9,36%) români, 1.257 (5,88%) germani, 532 (2,49%) ucraineni ș.a. Conform recensământului românesc din 1930, orașul avea 27.270 de locuitori, dintre care 10.526 (38,6%) evrei, 9.658 (35,4%) români, 5.424 (19,9%) maghiari, 1.221 (4,5%) ucraineni ș.a. Sub aspect confesional majoritatea locuitorilor erau mozaici (38,9%), cu minorități de greco-catolici (38%), romano-catolici (12,8%), reformați (5,7%), ortodocși (3,5%) ș.a.
Date: Recensăminte sau birourile de statistică - grafică realizată de Wikipedia

## Economie
Principalele ramuri industriale au la bază producția de mobilă și confecții. De asemenea, există multe unități cu profil comercial, bancar și unități de prestări servicii. Pe data de 15 ianuarie 2007, s-a deschis un nou punct de trecere al frontierei Sighetu Marmației - Solotvino, înspre Ucraina.

## Politică și administrație
Municipiul Sighetu Marmației este administrat de un primar și un consiliu local compus din 19 consilieri. Primarul, Vasile Moldovan[*], de la Partidul Social Democrat, este în funcție din octombrie 2020. Începând cu alegerile locale din 2024, consiliul local are următoarea componență pe partide politice:
|  | Partid                                 | Consilieri | Componența Consiliului | Componența Consiliului | Componența Consiliului | Componența Consiliului | Componența Consiliului | Componența Consiliului | Componența Consiliului | Componența Consiliului | Componența Consiliului |
|  | -------------------------------------- | ---------- | ---------------------- | ---------------------- | ---------------------- | ---------------------- | ---------------------- | ---------------------- | ---------------------- | ---------------------- | ---------------------- |
|  | Partidul Social Democrat               | 9          |                        |                        |                        |                        |                        |                        |                        |                        |                        |
|  | Partidul Național Liberal              | 4          |                        |                        |                        |                        |                        |                        |                        |                        |                        |
|  | Alianța pentru Unirea Românilor        | 4          |                        |                        |                        |                        |                        |                        |                        |                        |                        |
|  | Uniunea Democrată Maghiară din România | 2          |                        |                        |                        |                        |                        |                        |                        |                        |                        |

## Turism

### Harta Municipiului
- Harta digitala a Municipiului Sighetu Marmatiei

### Monumente și clădiri

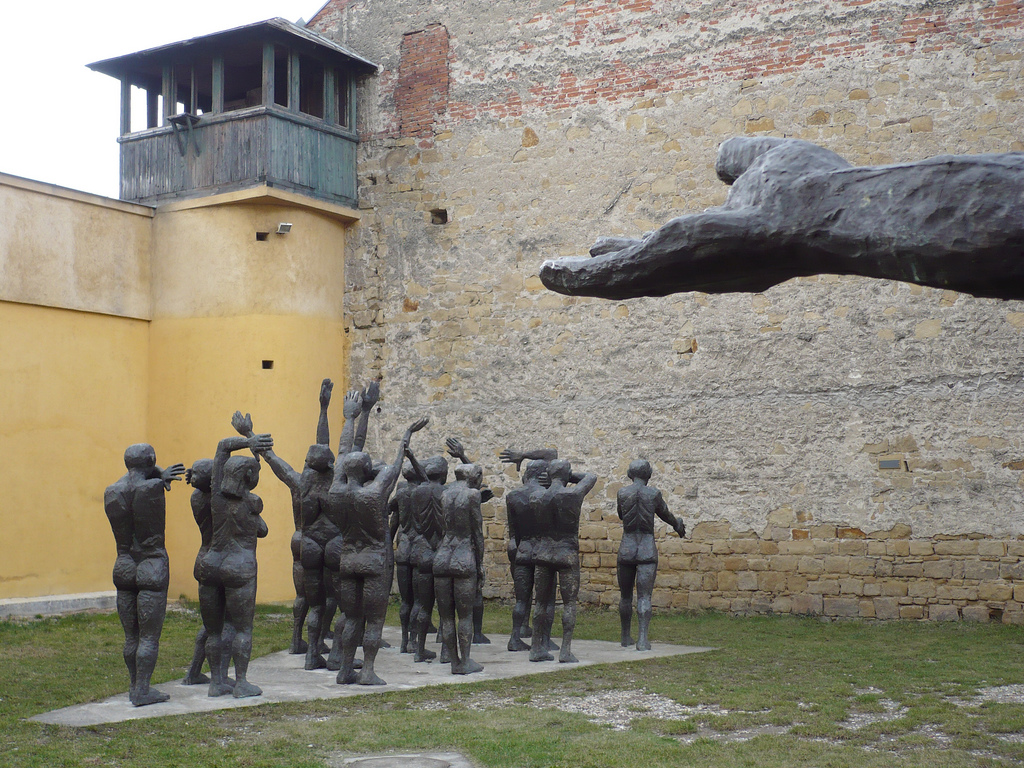
Închisoarea Sighet (Memorialul Victimelor Comunismului și al Rezistenței)

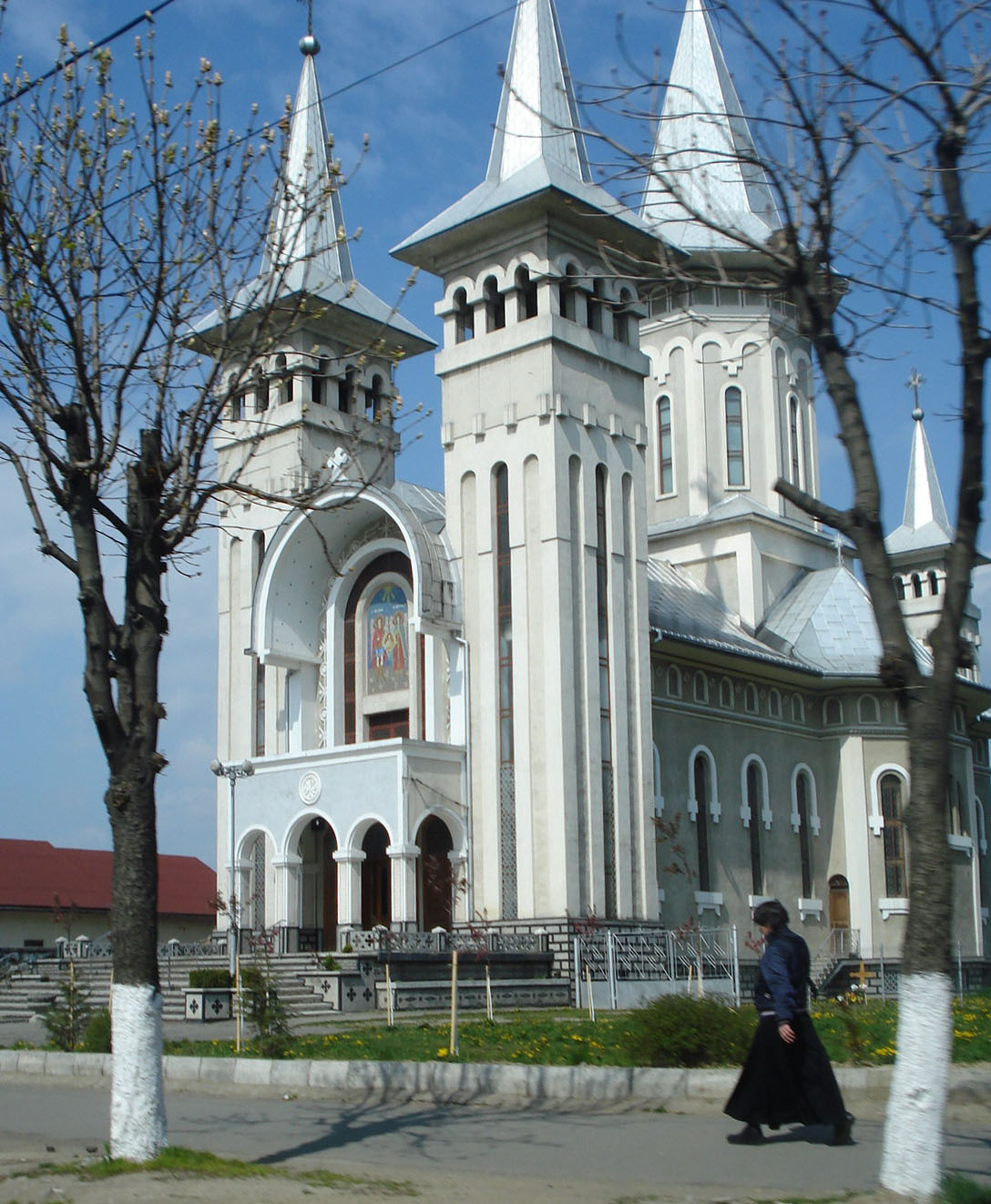
Biserica ortodoxă

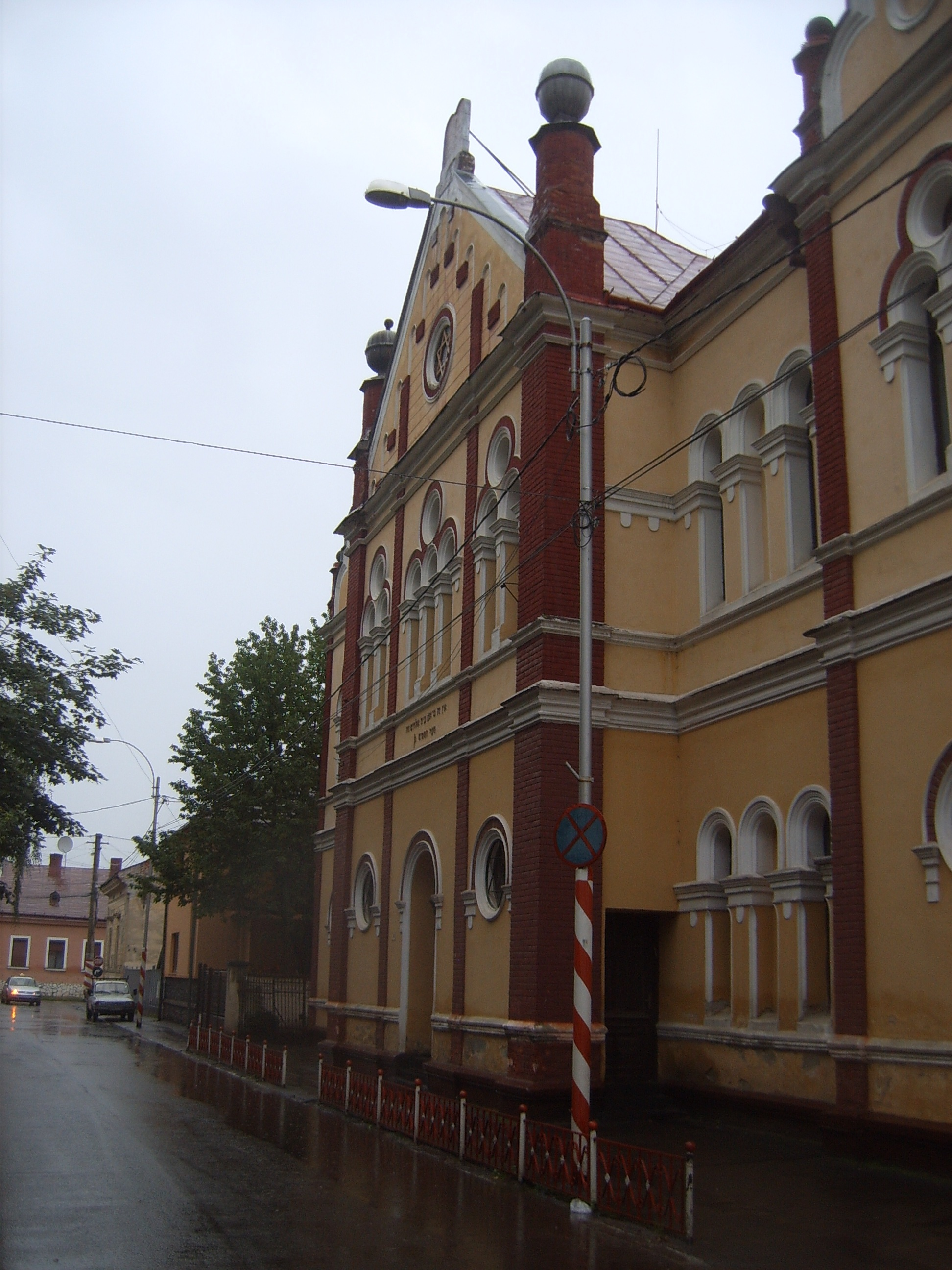
Sinagoga

- Închisoarea Sighet (Memorialul Victimelor Comunismului și al Rezistenței) În Sighet a funcționat temuta închisoare folosită de regimul comunist pentru exterminarea elitelor României. În prezent clădirea închisorii este amenajată, începând din 1994, ca muzeu, aici avându-și sediul Memorialul Victimelor Comunismului și al Rezistenței, cunoscut ca Memorialul Durerii din Sighet. Memorialul a fost inițiat și realizat de către Fundația Academia Civică (președinte fondator Ana Blandiana). Memorialul durerii este cel mai important obiectiv turistic al orașului (aflat în apropierea primăriei municipiului). Fosta închisoare, transformată într-un memorial al durerii, a fost pusă în anul 1995 sub egida Consiliului Europei. Primele săli ale muzeului au fost inaugurate în 1997, an în care Memorialul a fost declarat "ansamblu de interes național", totodată fiind recunoscut drept cel mai important proiect dedicat de societatea civilă reconstituirii și analizei trecutului comunist, proiect unic în țările est-europene.
- Muzeul Satului Maramureșean (în aer liber). Muzeul este constituit ca o rezervație de monumente de arhitectură țărănească, urmărindu-se recrearea unui sat cu specific zonal, cu case și gospodării grupate pe principalele subzone ale Maramureșului istoric.
- Muzeul Etnografic al Maramureșului, situat în centrul orașului, în clădirea care azi găzduiește cinematograful. În muzeu se pot vedea obiecte folosite de-a lungul timpului în ocupațiile de bază din zona Maramureșului. De asemenea sunt expuse icoane pe sticlă și lemn, piese din portul popular, măști și costumații, purtate cu ocazia datinilor din preajma sărbătorilor de iarnă etc.
- Muzeul Culturii Evreiești, cu o expoziție dedicată sigheteanului laureat al premiului Nobel pentru pace, Elie Wiesel.
- Casa-Muzeu „Dr. Ioan Mihalyi de Apșa”.
- Biserica reformată din Sighetu Marmației

## Transport

### Transportul rutier
Transportul rutier se realizează mai dificil, fiind necesară trecerea Munților Gutâi, Țibles, Rodnei, si Munții Maramureșului.
- DN 19 spre județul Satu Mare, prin Pasul Fargau
- DN 18 spre municipiul resedinta de județ, Baia Mare, prin Pasul Gutâi
- DN 17C spre judetul Bistrița-Năsăud, prin Pasul Setref
- DN 18 spre județul Suceava, prin Pasul Prislop

Din Sighet pornesc curse regulate spre toate văile din Maramureș (Valea Izei, Marei, Vișeului si Tisei), și spre orase ca Baia Mare, Cluj, Oradea, Timișoara.
Transportul rutier se mai realizează prin punctul de trecere al frontierei Sighetul Marmației - Solotvino (nu mai este nevoie de viză) pe podul peste râul Tisa.

### Transportul feroviar
Gara Sighetu Marmației deservește linia 409 a Căilor Ferate Române, racordată la Magistrala CFR 400. Accesul feroviar se face dinspre județul Bistrița-Năsăud (prin Pasul Șetref), urmând cursul râului Vișeu până la vărsarea acestuia în Tisa, în localitatea Valea Vișeului. De aici calea ferată urmează cursul râului Tisa până la Sighet.
Prin gara Sighetu Marmației trec și trenuri ale căilor ferate ucrainene. Prin urmare, între Câmpulung la Tisa și Valea Vișeului, calea are ecartament normal pentru CFR, și ecartament larg de 1.520 mm, pentru trenurile ucrainene.

### Transportul în comun
Transportul în comun este realizat de societatea "Transport Mara-Nord", care deservește linii de autobuze bine împărțite în întreg municipiul.

## Orașe înfrățite
- Colomeea, Ucraina (2002)

## Evenimente

Festival 2008

Festival 2008

- Festivalul de Datini și Obiceiuri de Iarnă „Marmația”, care are loc în fiecare an, la data de 27 decembrie, pe străzile orașului. Momentul principal al evenimentului este defilarea grupurilor și ansamblurilor îmbrăcate în porturi populare, specifice zonei din care au venit, a „dracilor” și a personajelor mascate, a călăreților și căruțelor împodobite de sărbătoare.
- Zilele orașului în perioada 4–7 octombrie

Festivalul Antic si Medieval "Aeternus Maramorosiensis", care a ajuns deja la a IX-a (2022), are loc în fiecare an, la inceputul lunii august .

## Monumente istorice
- Centrul istoric al orașului (sec. XVIII-XX);
- Ansamblul urban „Cămara Sării” (sec. XV-XIX),
- Vechea „Direcție a pădurilor” (azi, Liceul „Leowey Klara”, din sec. XVIII);
- Liceul Pedagogic (1802);
- Primăria (azi Casa Armatei) (sec. XIX);
- Templul "Vijnițer Klaus", sinagogă (1902);
- Poșta (sec. XIX);
- Biserica greco-catolică ucraineană „Înălțarea Sfintei Cruci” (1791-1807);
- Casa cu cariatide, la parter fiind Librăria „Luceafărul” (1890);
- Vicariatul Ortodox Ucrainean (sec. XIX);
- Tribunalul Vechi (azi, Primăria și Judecătoria, din 1893-1895);
- Banca "Albina" (1886);
- Închisoarea (în prezent, Muzeul Victimelor Comunismului, din 1897);
- Biserica „Adormirea Maicii Domnului” (1892);
- Fabrica de Lapte (1913);
- Cazarma Militară (1825);
- Casa "Ioan Mihaly de Apșa" (în prezent, Protopopiatul Greco-Catolic, din sec. XIX);
- Gara CFR (1893-1897);
- Fosta Școală Normală (sec. XIX);
- Vechea Fabrică de Perii „Părplast” (încep. sec. XX);
- Pavilioanele vechi ale Spitalului Municipal (sec. XIX);
- Hotel "Coroana" (sec. XIX);
- Casa "Brenner" (1832);
- Mănăstirea Piariștilor (1730-1806);
- Biserica „Sf. Carol Borromeo” (1730-1806);
- Banca Maramureșeană (sec. XIX);
- Liceul Ucrainean și Liceul Sportiv (1901);
- Farmacia "Buzath" (1875);
- Sediul Asociației pentru Cultura Poporului Român din Maramureș cu Preparandia (azi, sediul "Acaterm") [1873-1875];
- Palatul Culturii (1913);
- Banca Națională (sf. sec. XIX);
- Sediul Lojei Francmasonice (1890-1910);
- Liceul „Dragoș Vodă” (1913);
- fosta Prefectură a Comitatului Maramureș (azi, Restaurantul „Curtea Veche”, din 1692);
- Biserica Reformată (sec. XIV-XV);
- Cimitir Evreiesc (sec. XVIII);
- Curia familiei Dunca (sec. XIX);
- Casa Wiesel (sec. XIX);
- Casa "Mihaly de Apșa" (1880).

## Arii naturale protejate
- Peștera din Dealul Solovan - rezervație naturală (Legea 5/2000).
- Igniș sit de importanță comunitară inclus în rețeaua europeană Natura 2000.
- Valea Izei și Dealul Solovan (sit de importanță comunitară).

## Personalități
- Kornélia Prielle (1826 – 1906), actriță austro-ungară;
- Simon Hollósy (1857 – 1918), pictor austro-ungar de etnie armeană;
- Friedrich Dolezalek (1873 – 1920), chimist, cercetător, profesor austro-ungar;
- Joel Teitelbaum (1887 – 1979), mare rabin hasidic;
- Klara Markus (1913 - 2020), supraviețuitoare a Holocaustului;
- Amos Manor (1918 – 2007), general israelian;
- Aurel Moiș (1918 – 1998), colonel de Securitate;
- Hédi Fried (1924 - 2022), femeie psiholog și scriitoare de origine evreiască, supraviețuitoare a deportării la Auschwitz;
- Elie Wiesel (1928 – 2016), scriitor și publicist, laureat al Premiului Nobel pentru Pace
- Alexandru Ivasiuc (1933 – 1977), scriitor român;
- Tzvika Oren (n. 1947), general israelian;
- György Jakubinyi (n. 1948), arhiepiscop romano-catolic de Alba Iulia;
- Vasile Luțac (n. 1960), muzician;
- Floare Hojda Tomoiagă (n. 1971), interpretă de muzică populară din Banat
- Ileana Matus (n. 1972), interpretă de muzică populară din Maramureș
- Alisia Boiciuc (n. 2005), handbalistă.

## Imagini

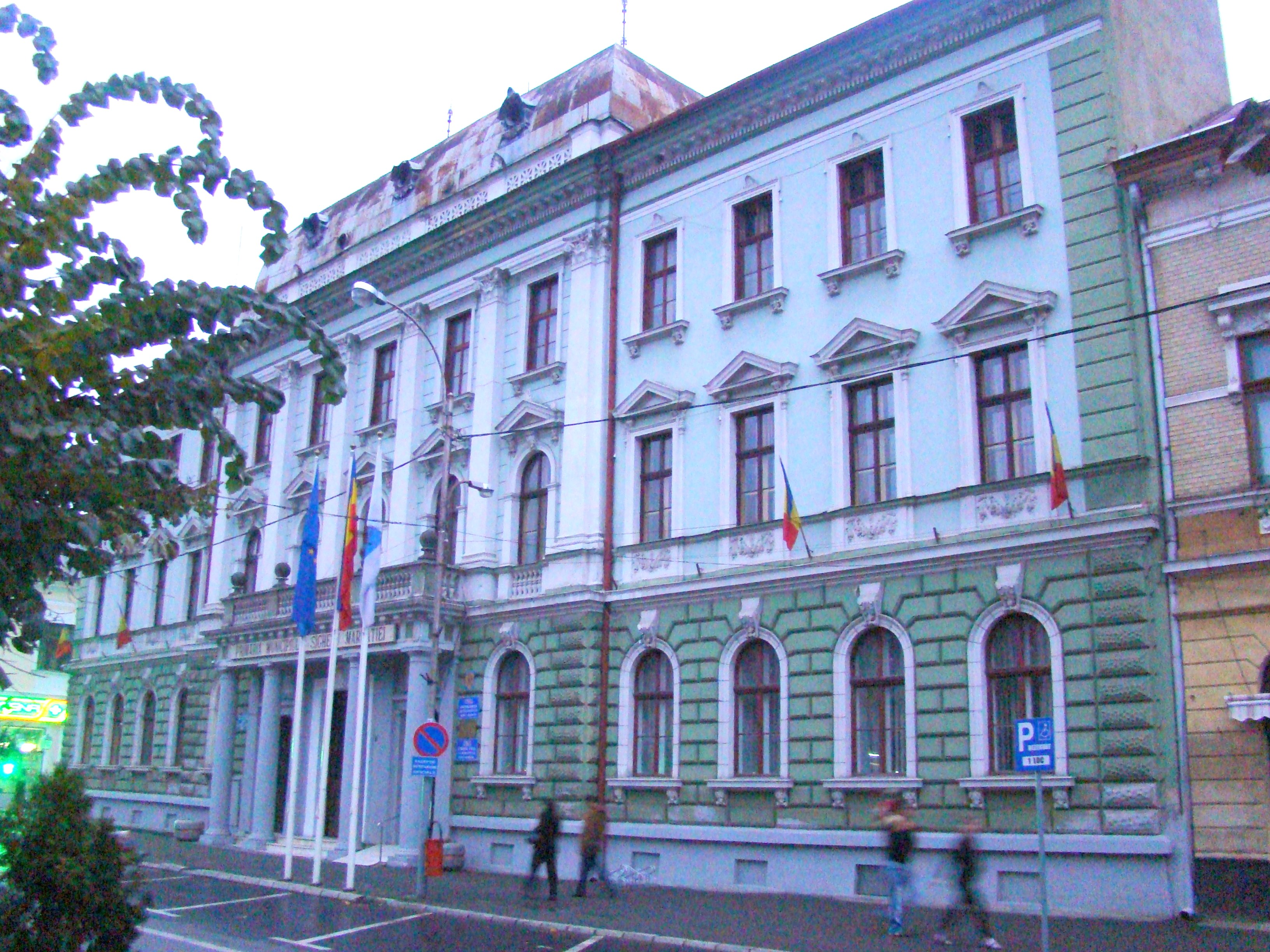
Primăria Sighetu Marmației (monument istoric)
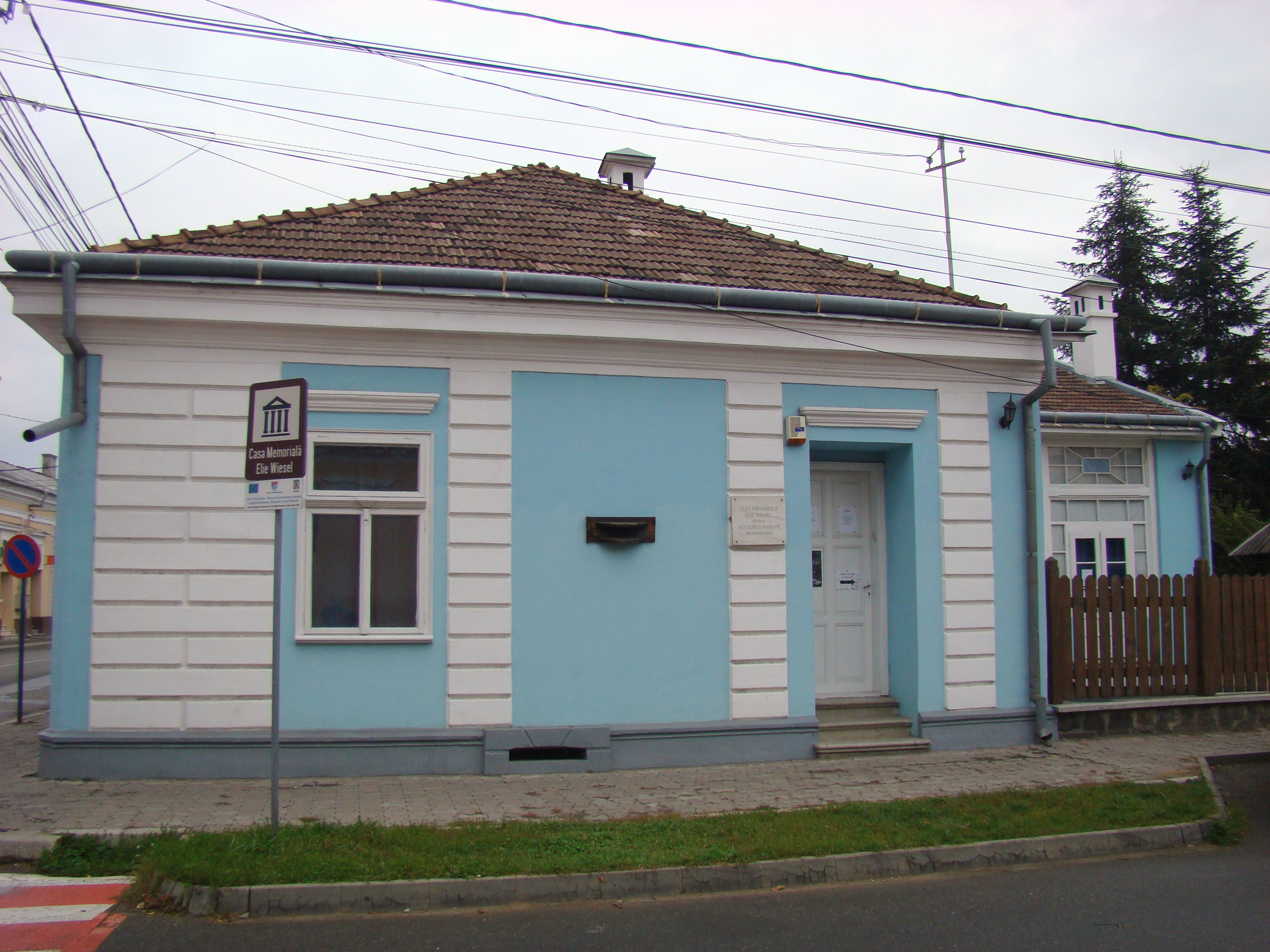
Casa „Elie Wiesel" (monument istoric)
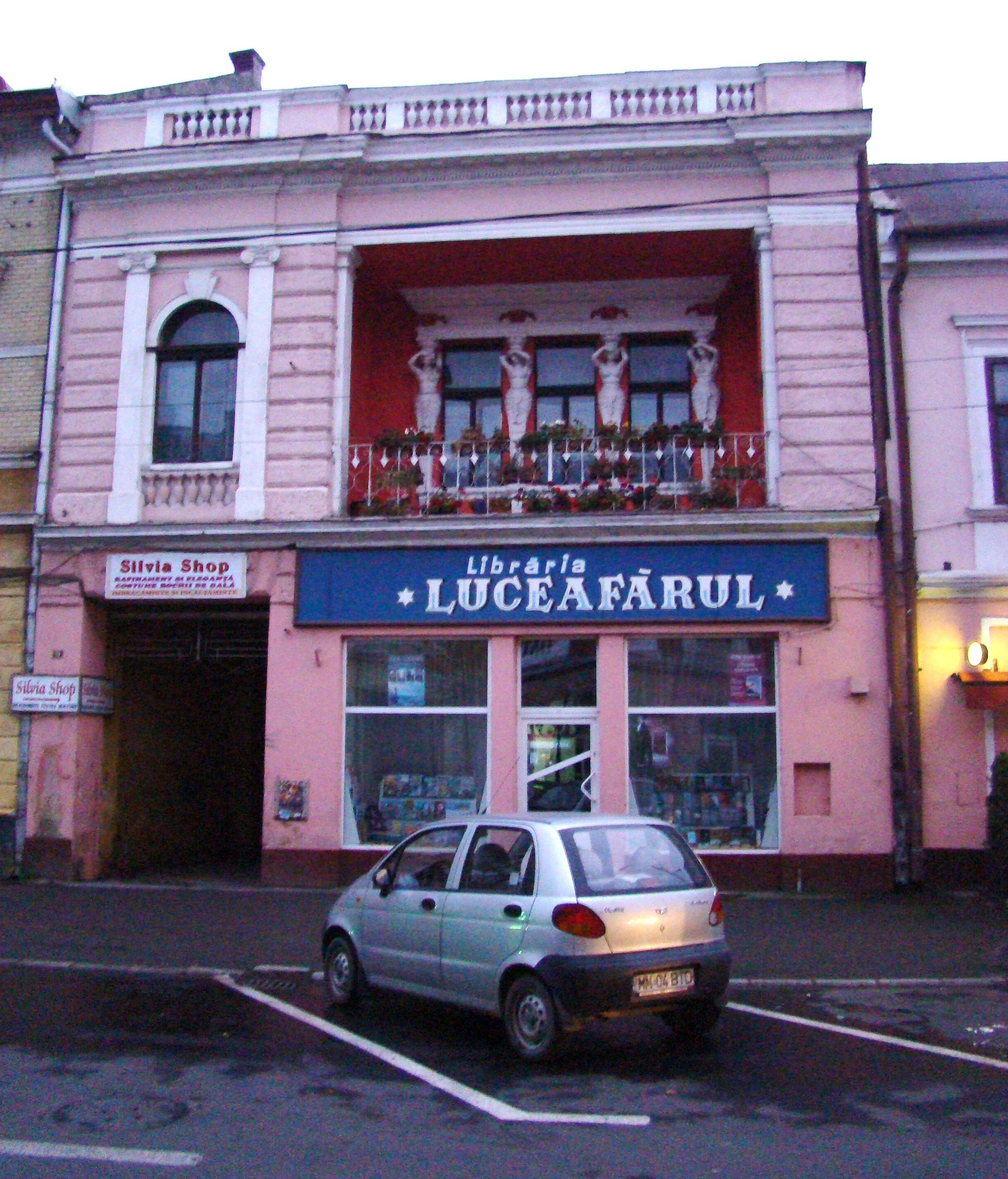
Casa cu cariatide (monument istoric)
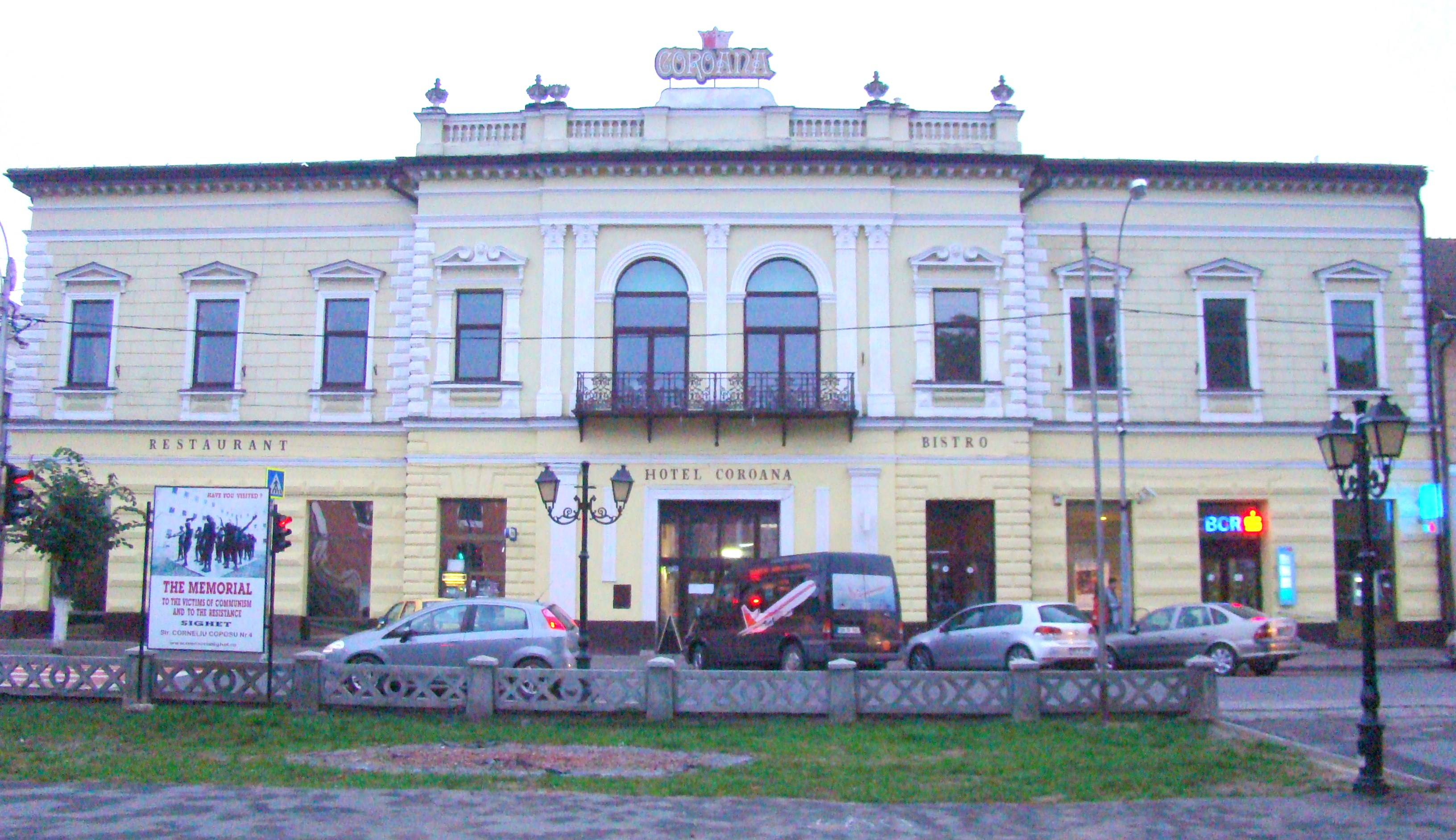
Hotel „Coroana" (monument istoric)
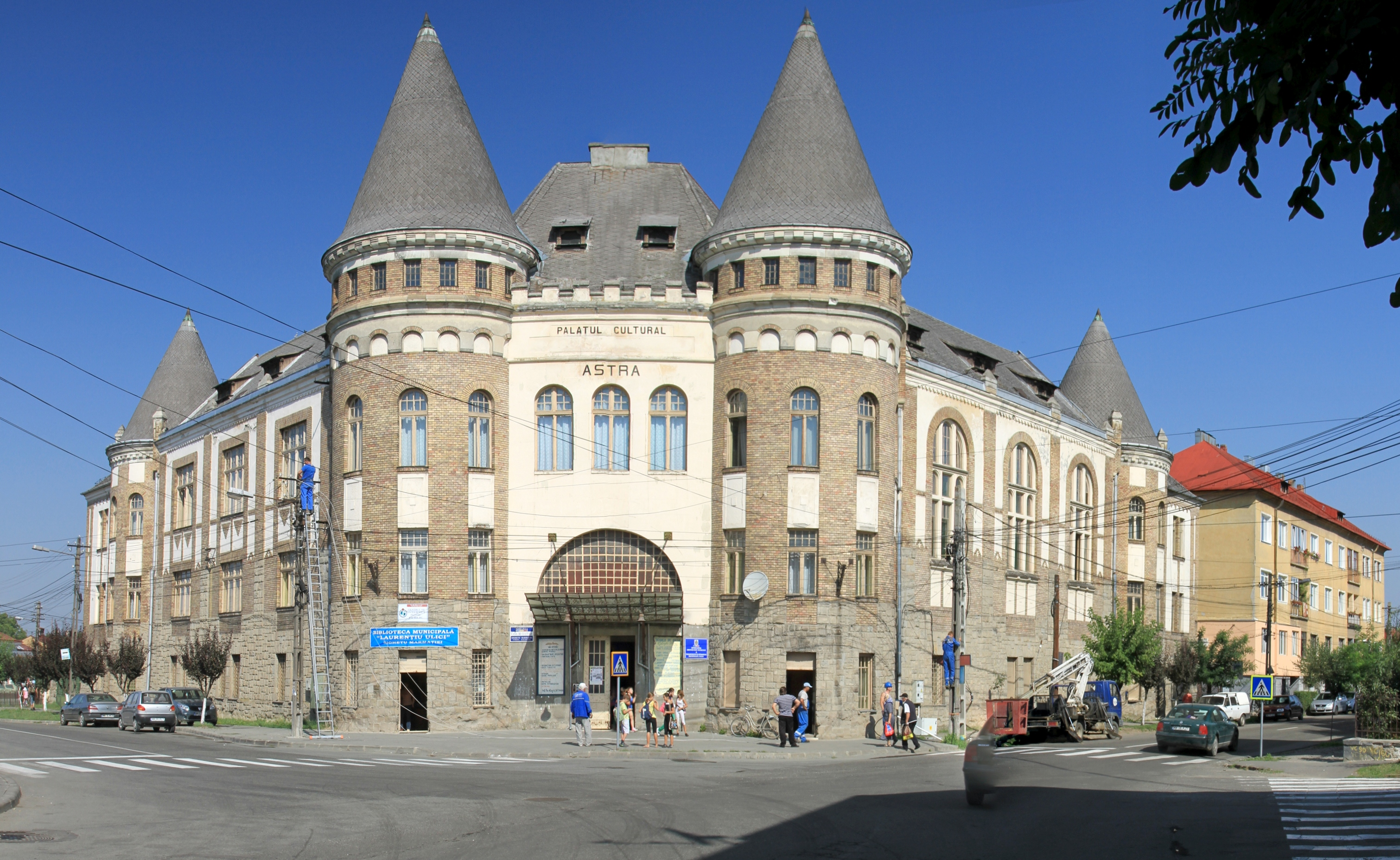
Palatul Culturii (monument istoric)
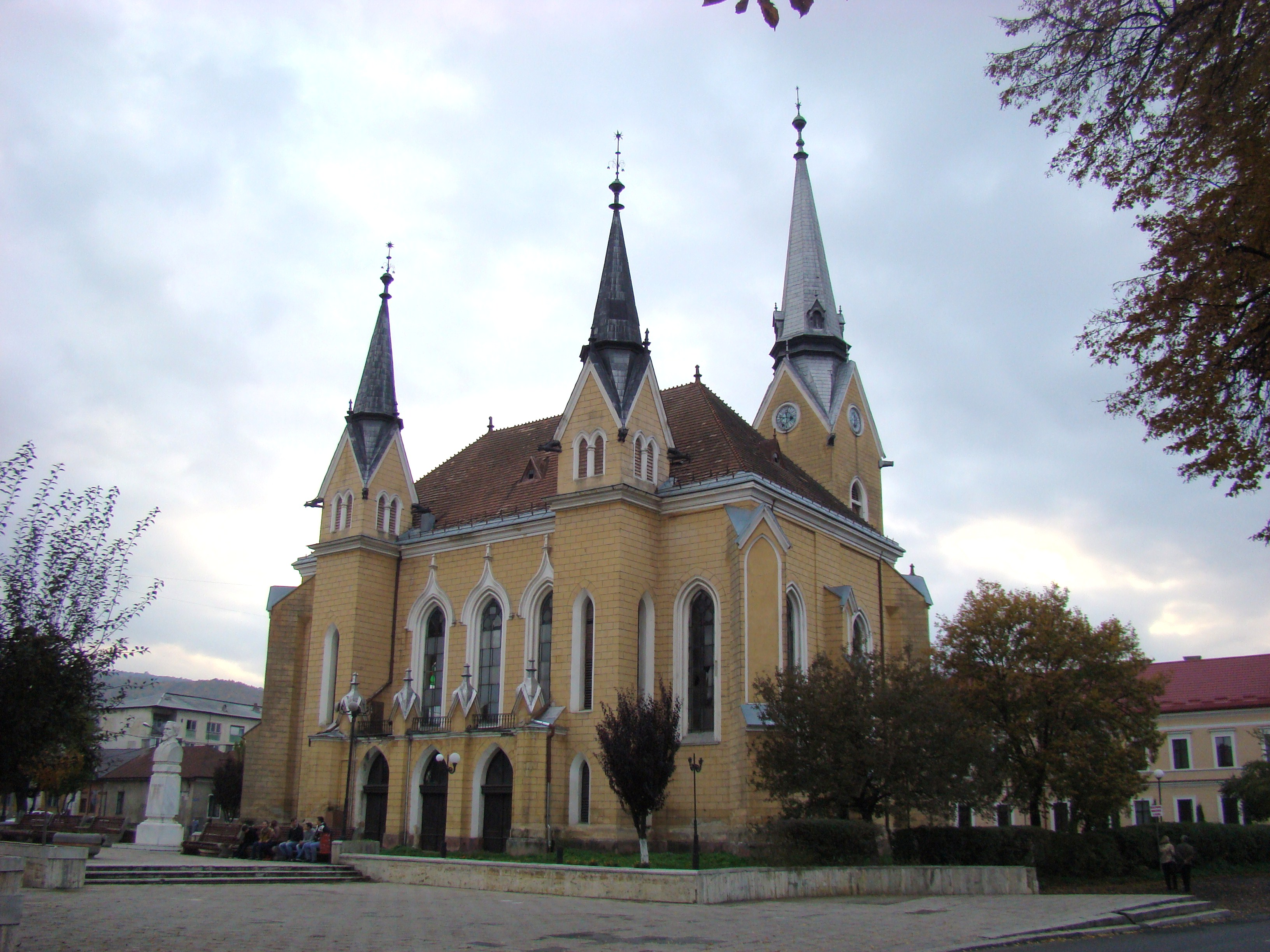
Biserica reformată (monument istoric)
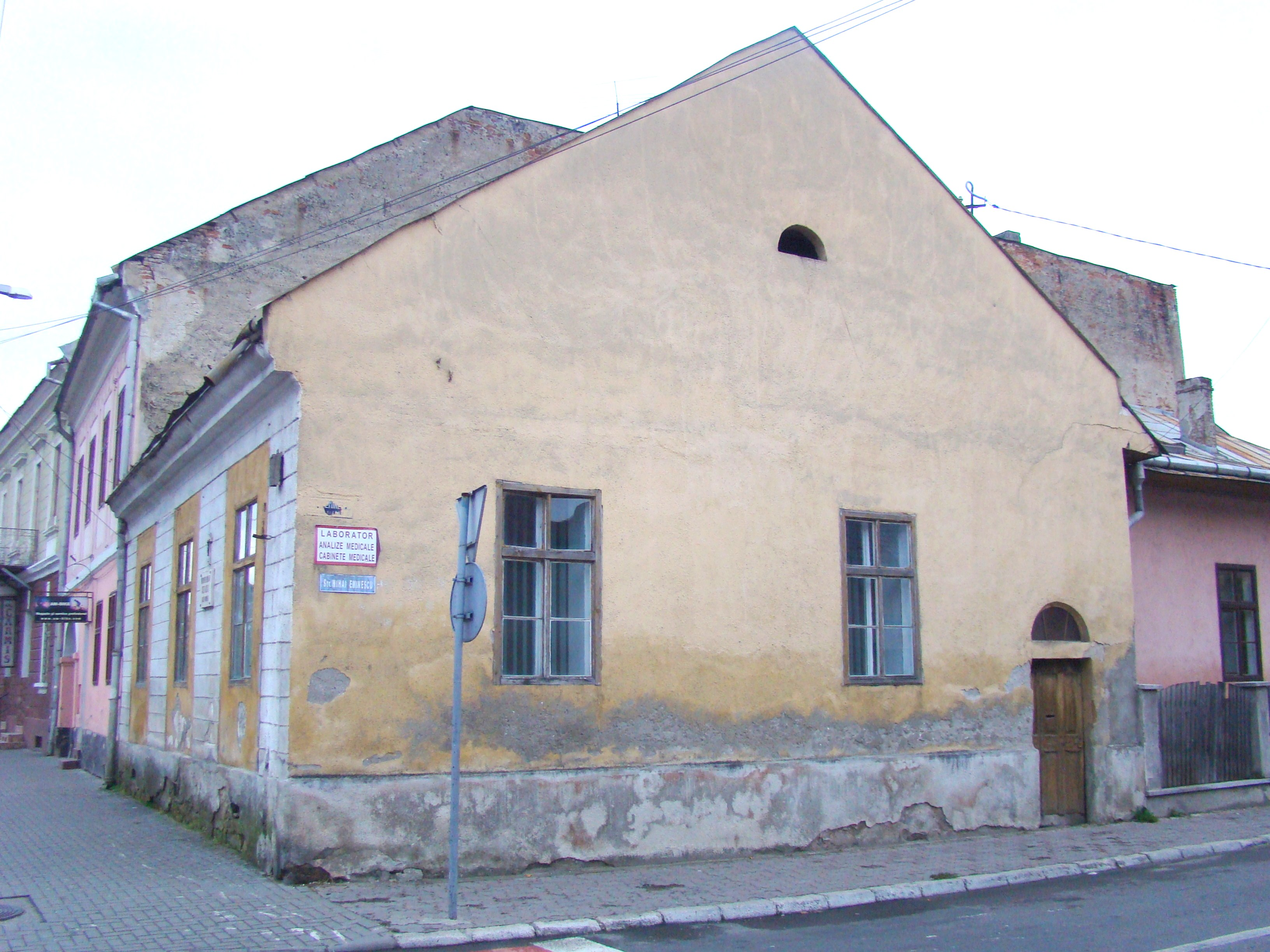
Casa „Florian Mihaly de Apșa" (monument istoric)
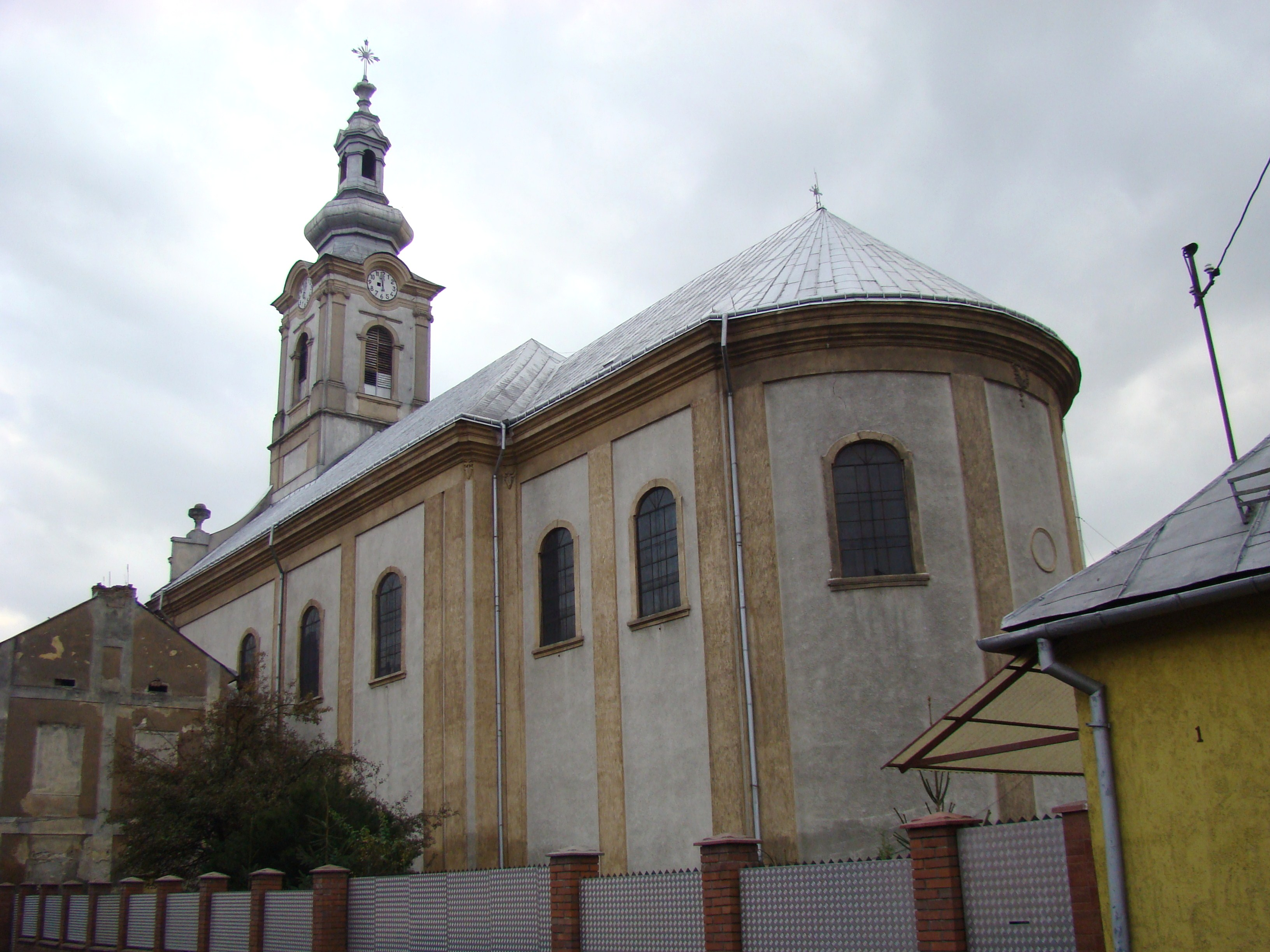
Mănăstirea Piariștilor (monument istoric)
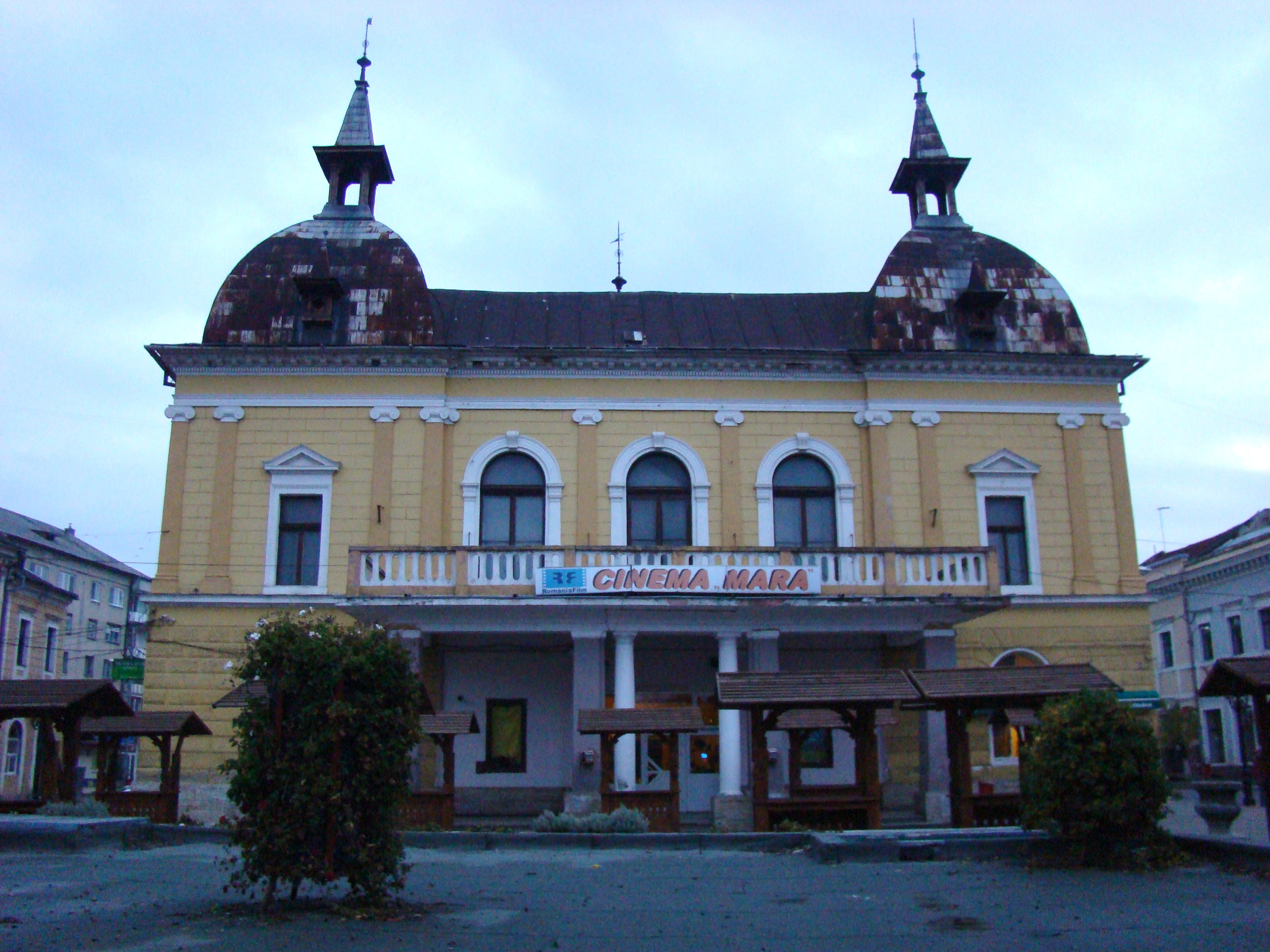
Cinema „Mara" (monument istoric)
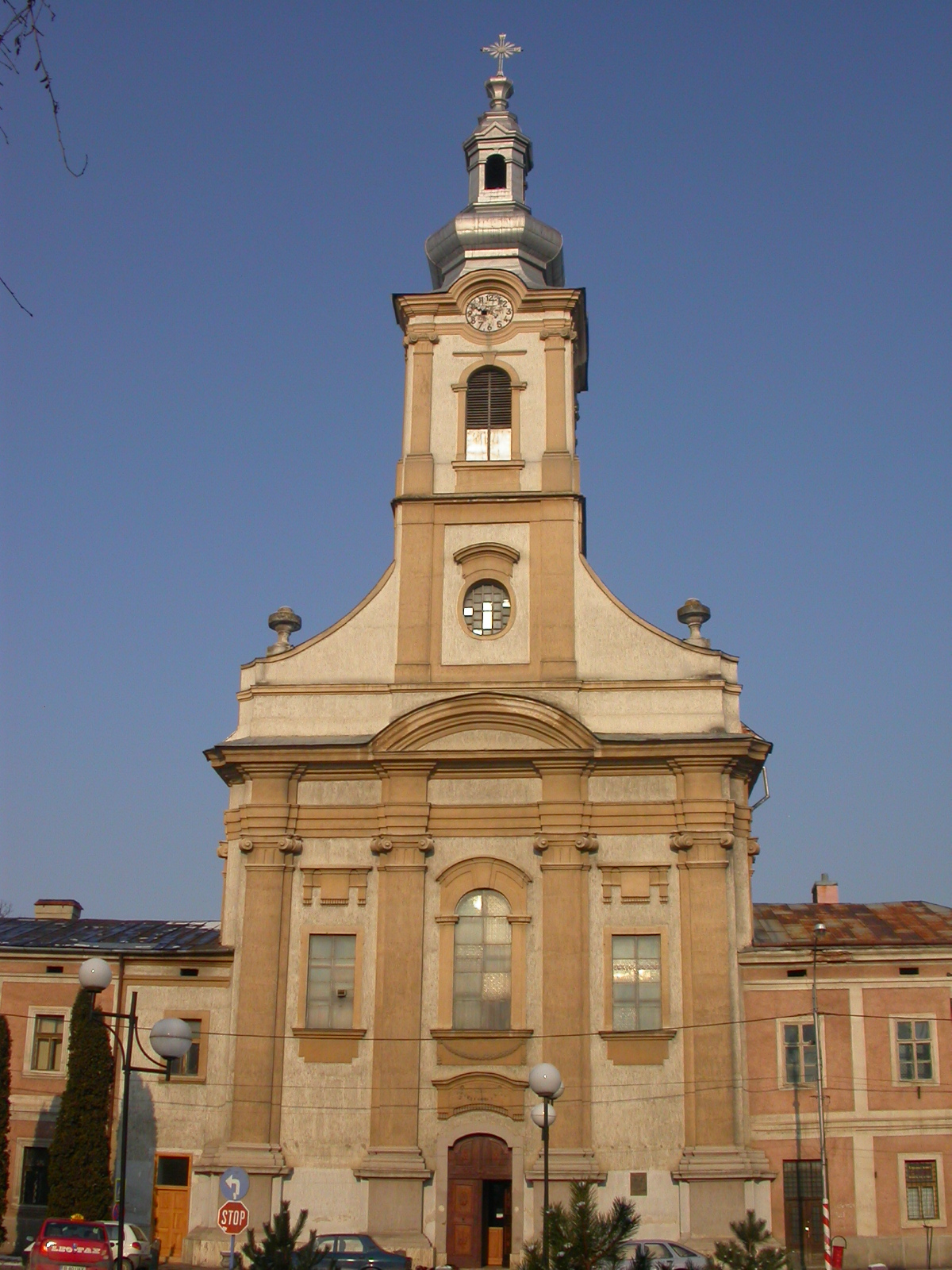
Biserica romano-catolică (monument istoric)
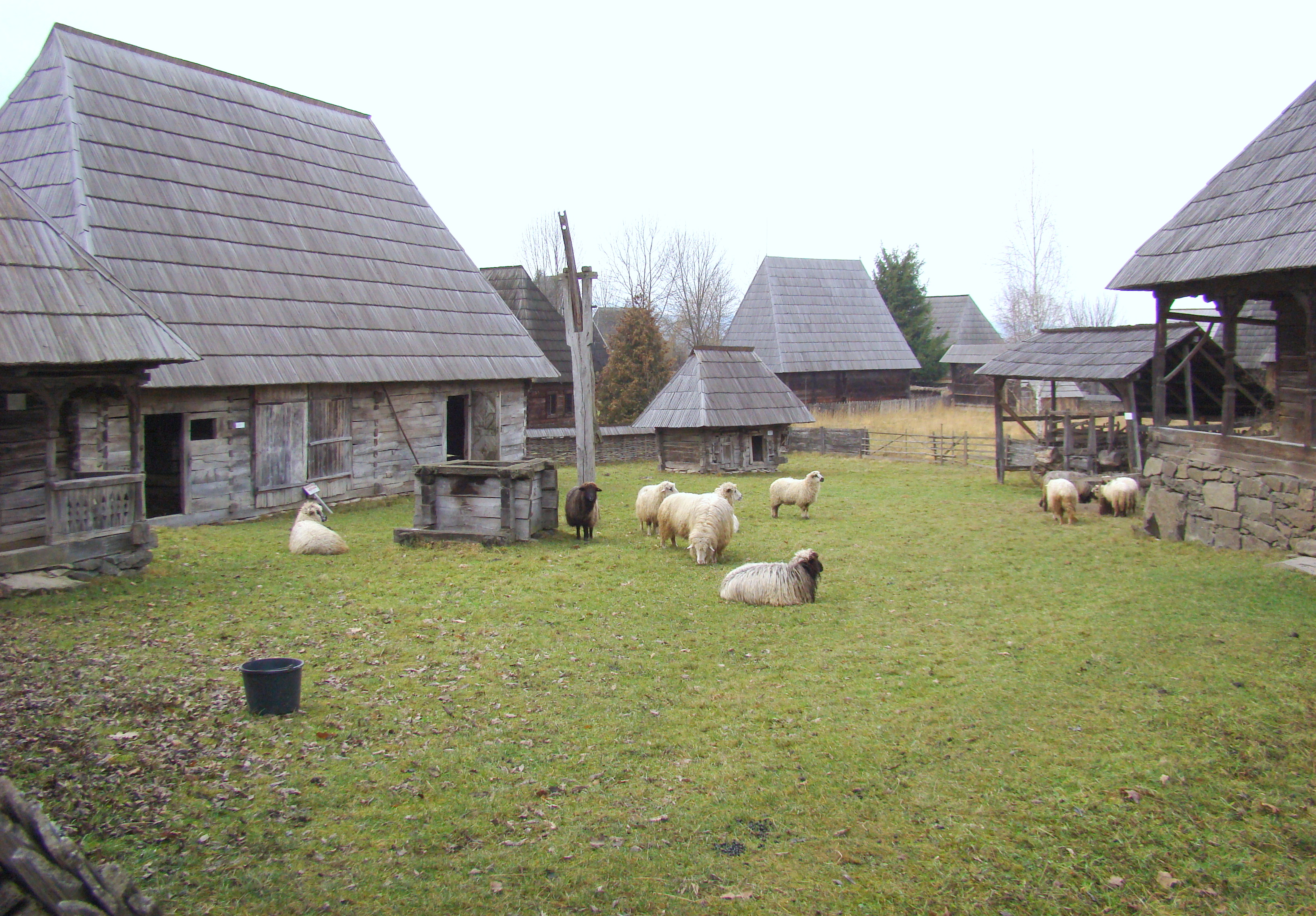
Muzeul satului maramureșean
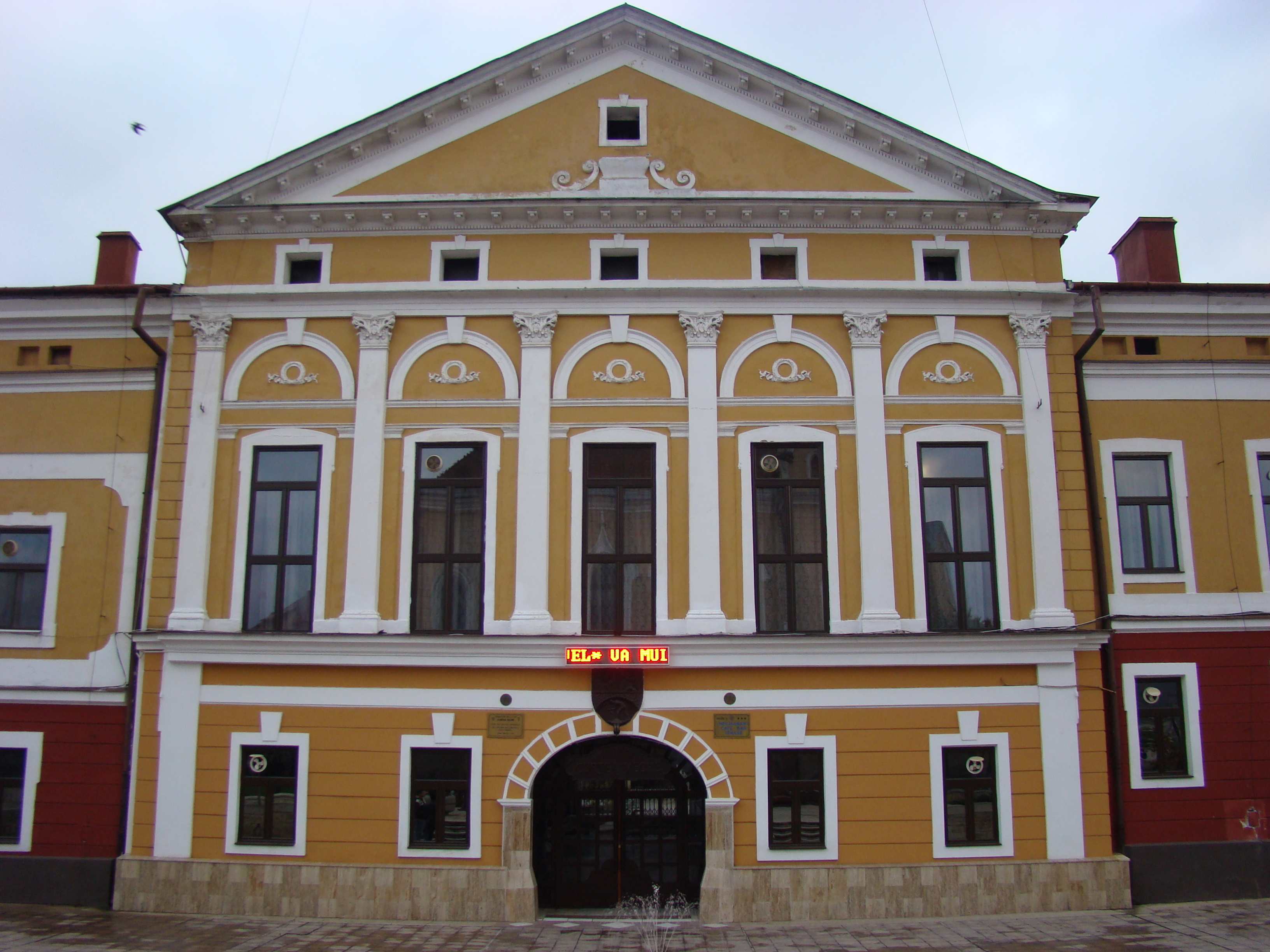
Fosta Prefectură a comitatului Maramureș (monument istoric)
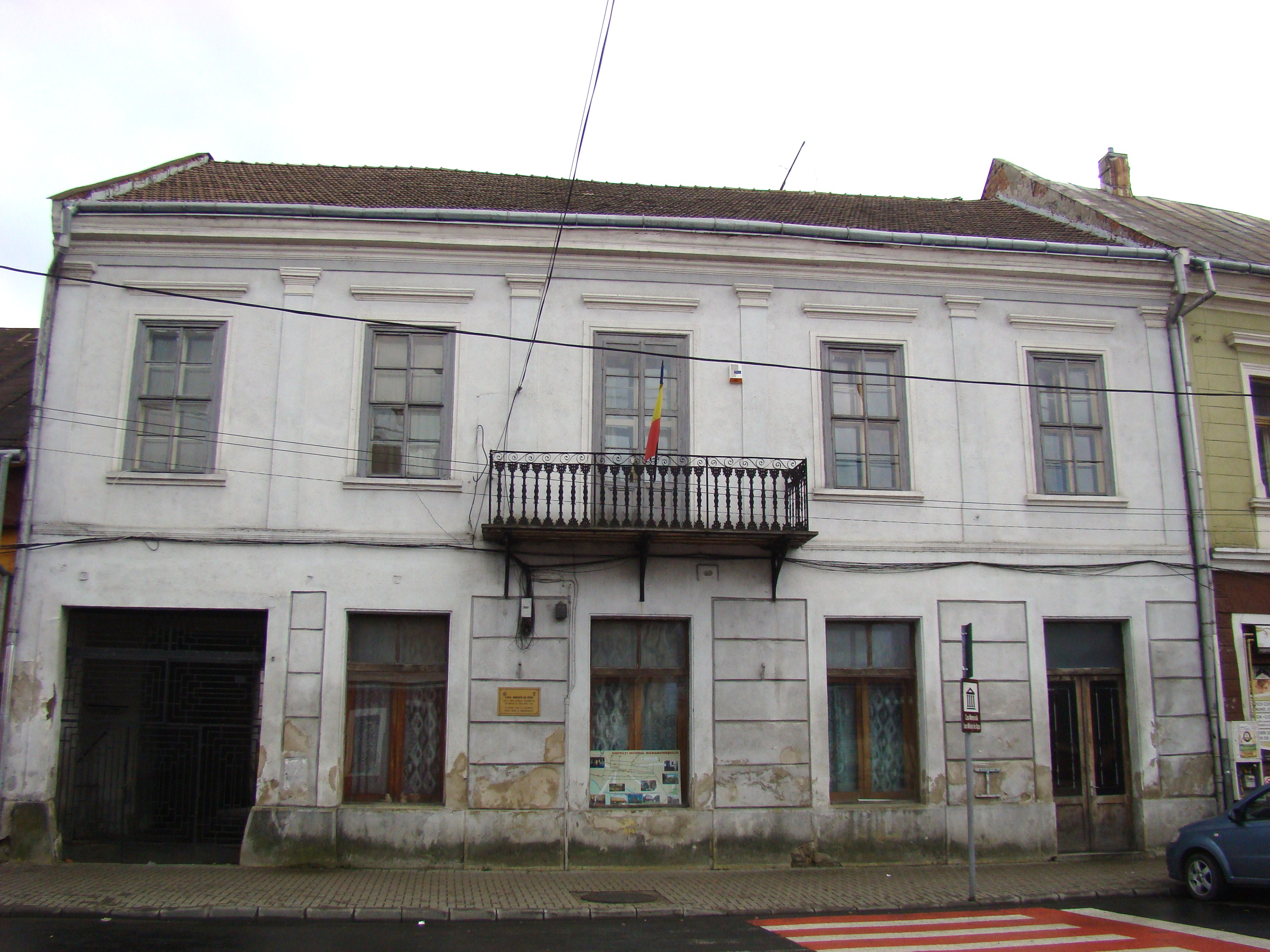
Casa Mihaly de Apșa (monument istoric)
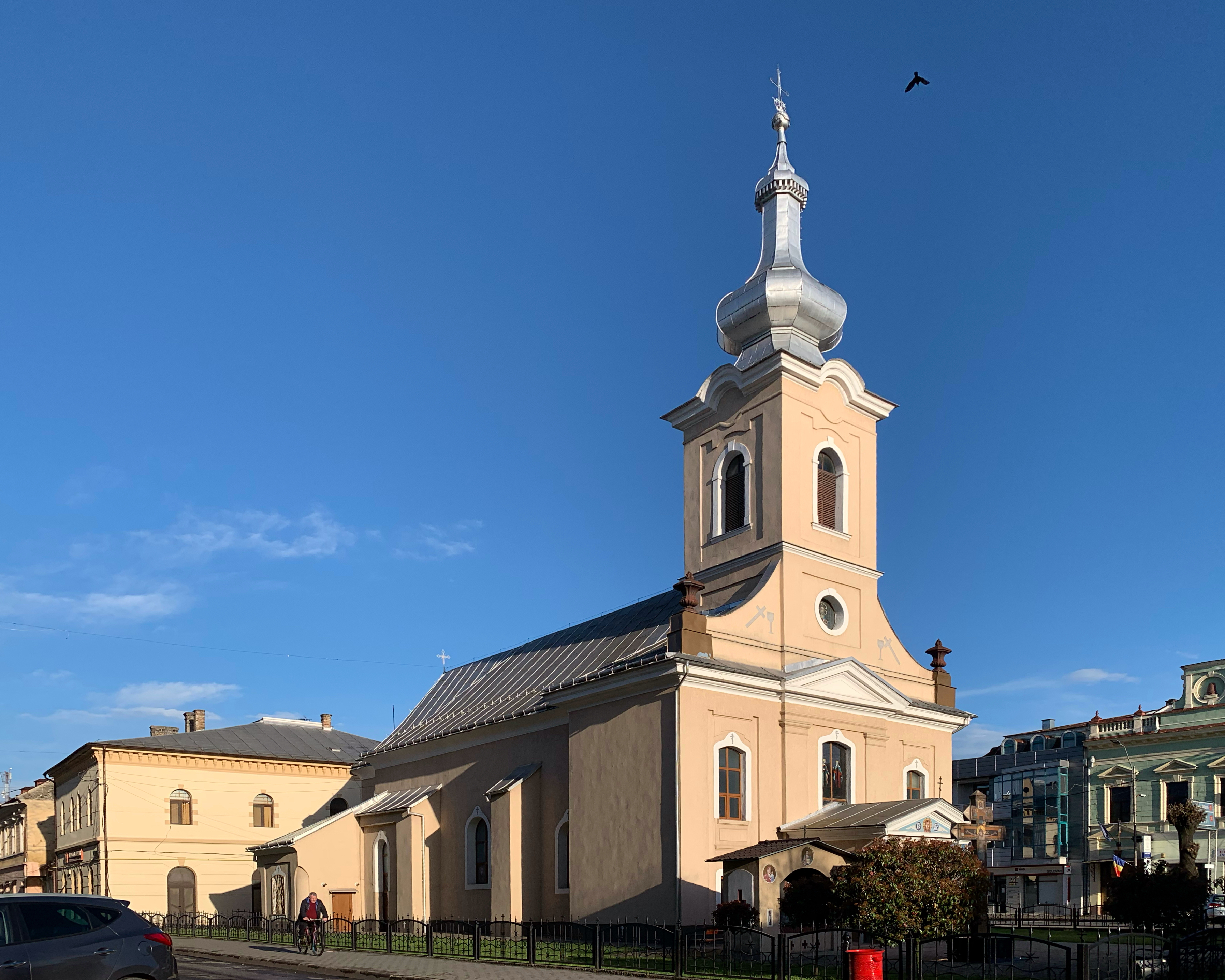
Biserica ucraineană „Înălțarea Sfintei Cruci”
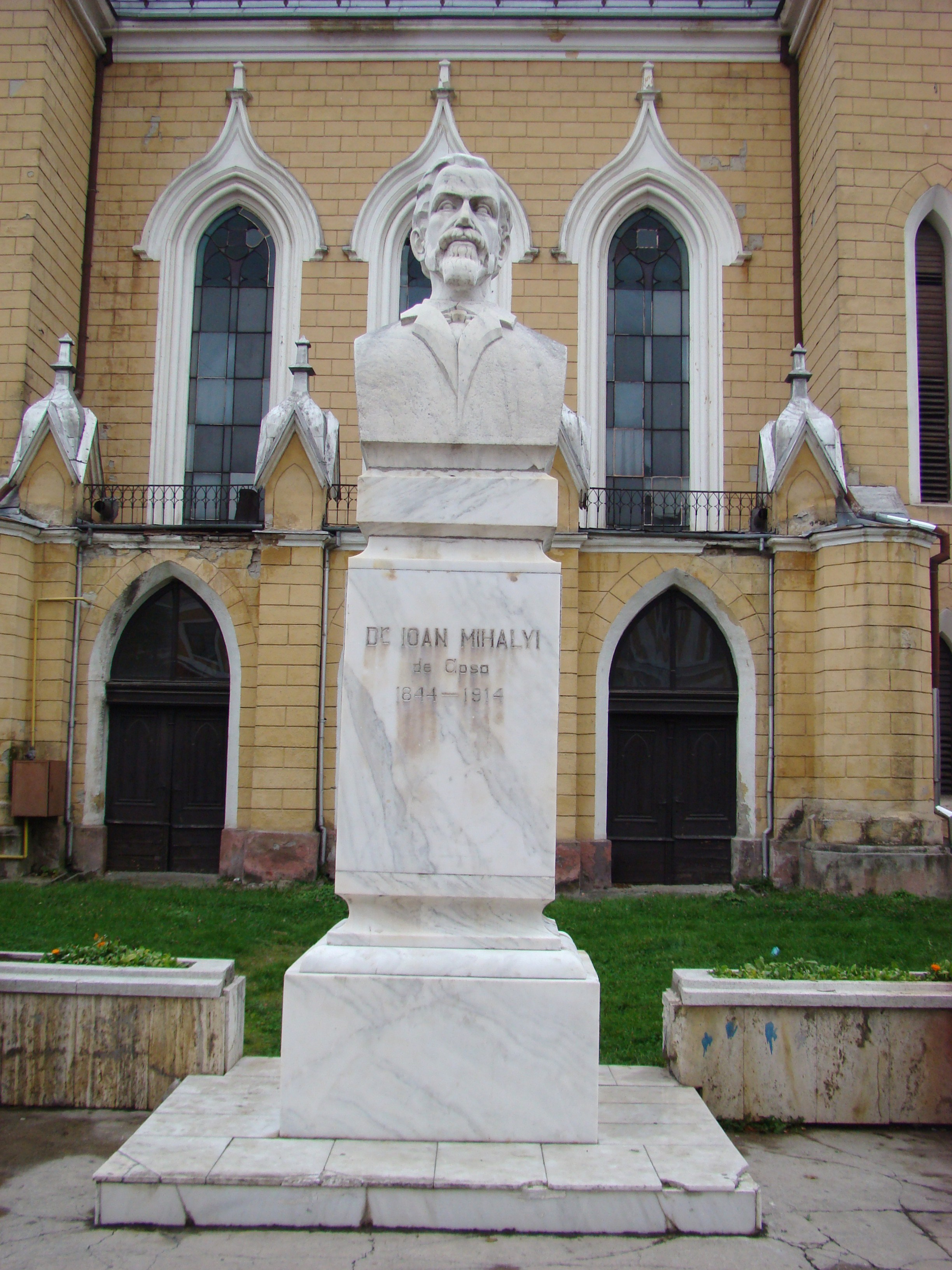
Bustul lui Ioan Mihaly de Apșa
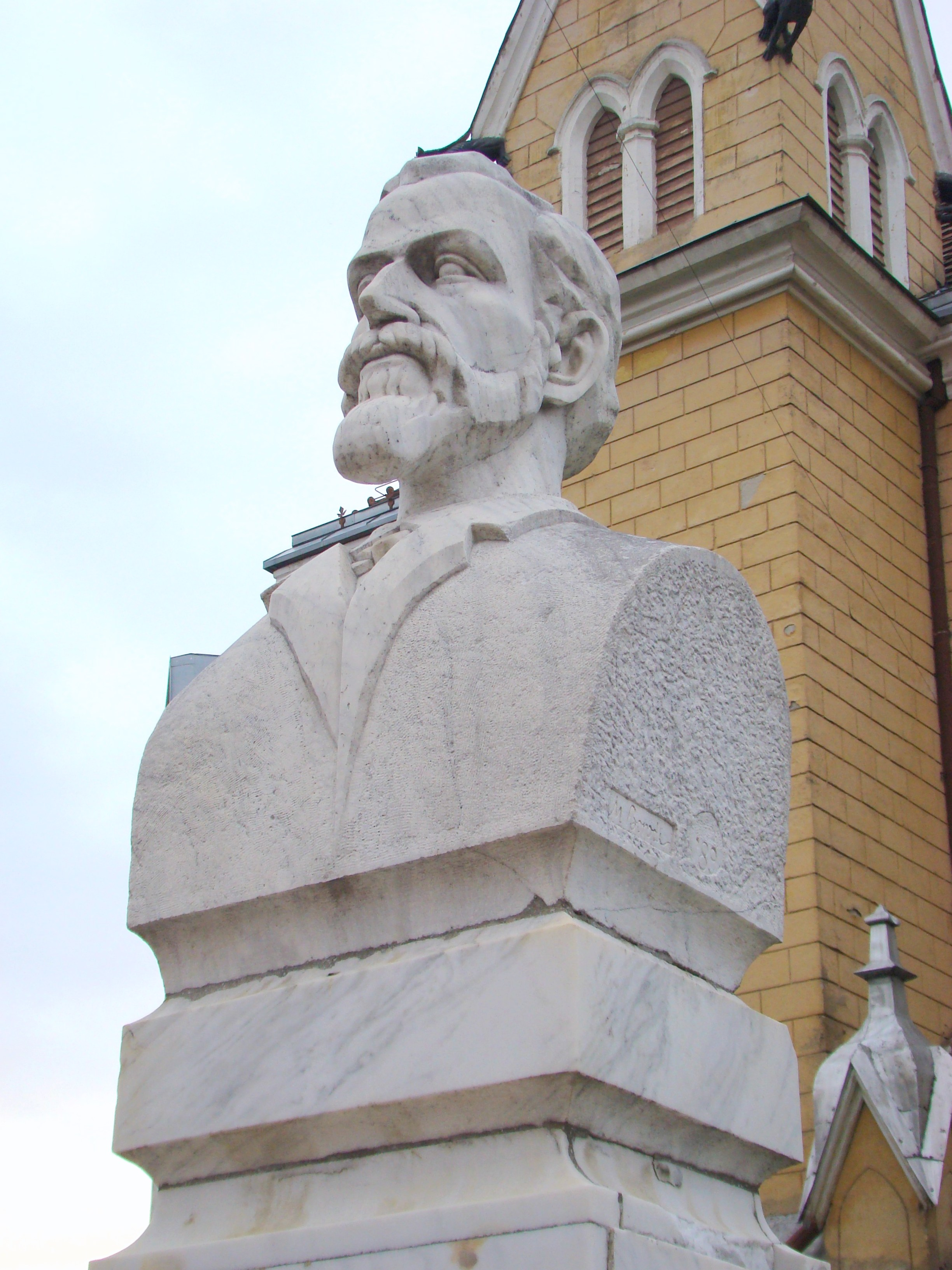
Bustul lui Ioan Mihaly de Apșa
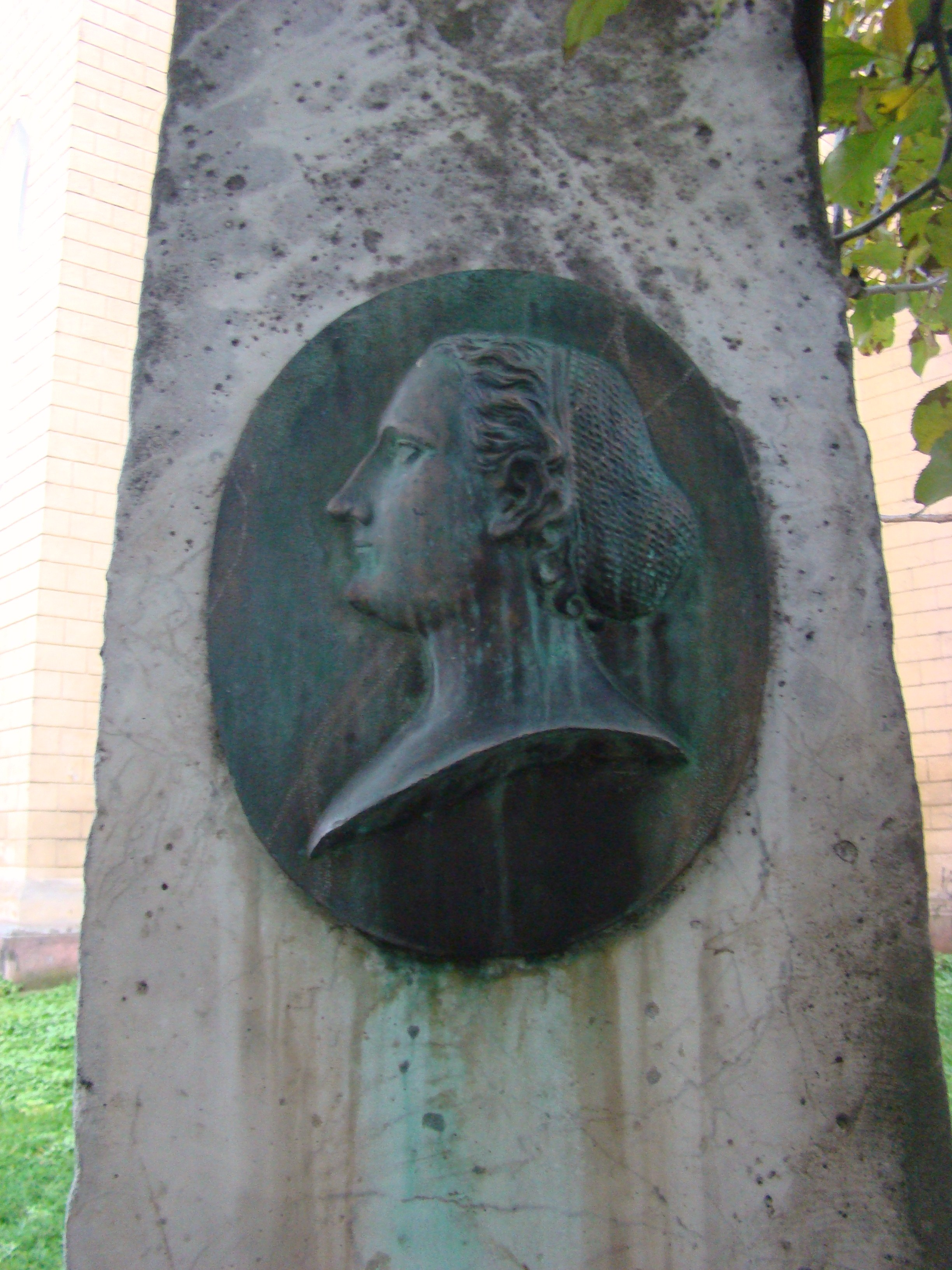
Monumentul revoluționarei de la 1848- Klara Leovey (monument istoric)
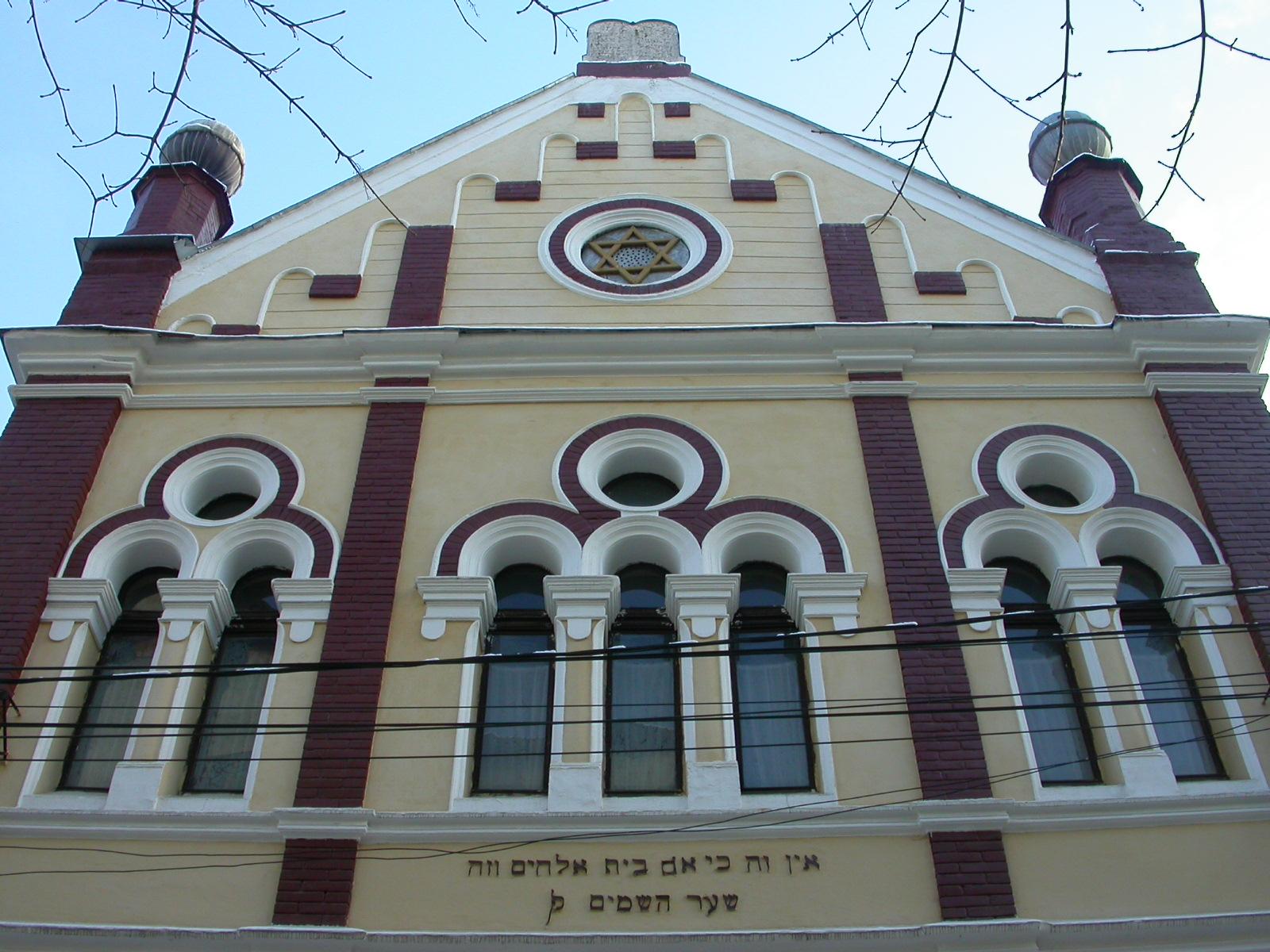
Sinagoga
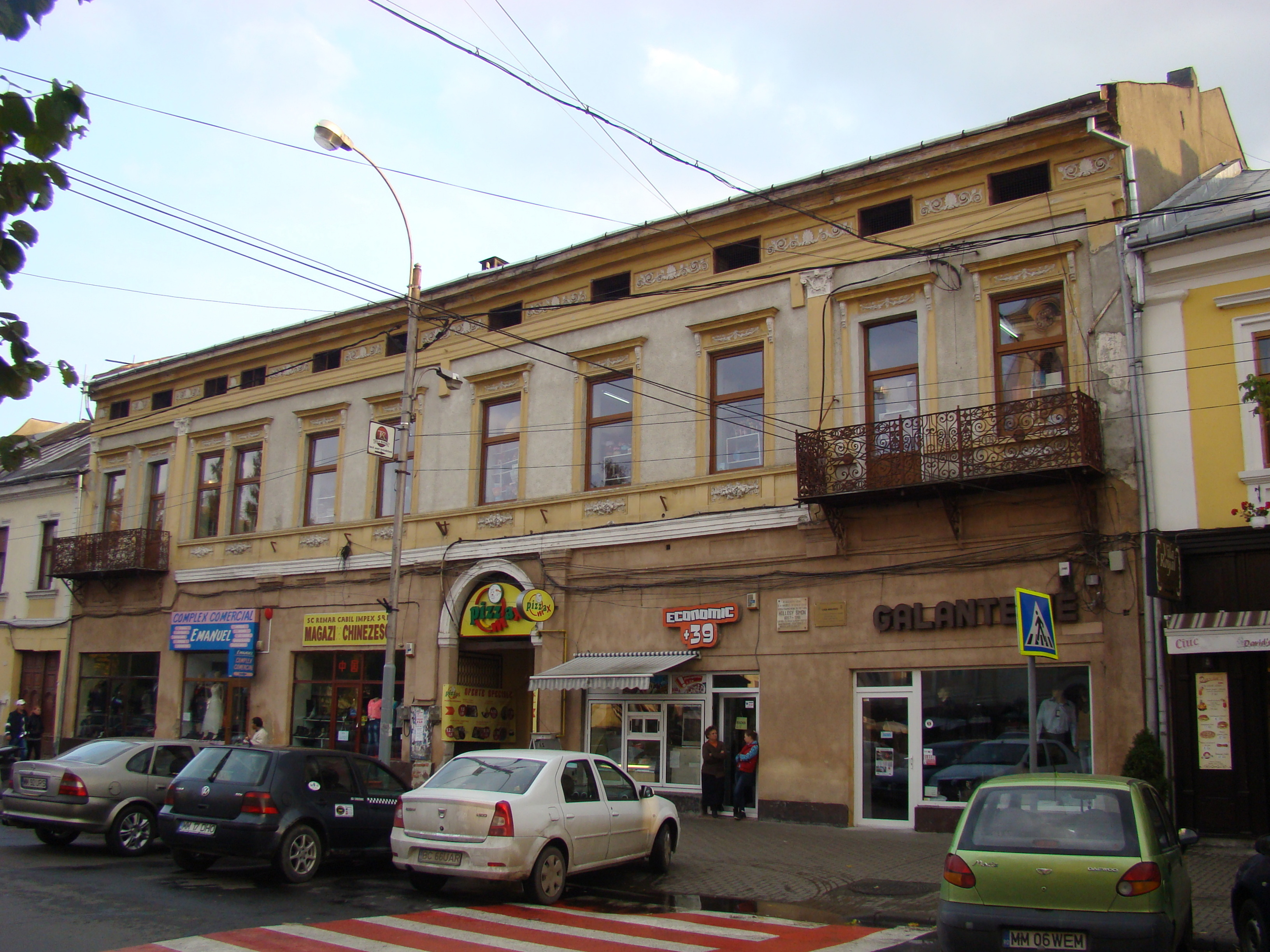
Casa Hollosy (monument istoric)